# スズキ・エスクード
エスクード（ESCUDO）は、スズキが販売していたスポーツ・ユーティリティ・ビークル（SUV）である。

## 概要
本格クロスカントリー車としての機能を持ちながら、省燃費で、市街地や高速道路での走行性能も高めた乗用車としても使えるSUVの先駆けである。開発コンセプトは「クロスカントリーセダン」。
1980年代のスキーブームに支えられて流行っていたクロスカントリー車は本格的オフローダーであった反面、燃費・乗り心地・高速運動性能などの日常遣いに必要な部分で乗用車に劣り、それがネックであった。そこでスズキは、従来の四輪駆動車と同様のラダーフレーム、パートタイム式四輪駆動、2速の副変速機を備えつつ、仰々しいスタイリングを避け、各部を軽量化し、日常遣いに配慮したパッケージングとすることでヒット商品を生んだ。
2005年（平成17年）にフルモデルチェンジされた3代目ではモノコックボディーにラダーフレームを溶接して一体化させた「ラダーフレームビルトインモノコックボディ構造」となっている。そのため、セパレートフレームの従来型に比べて車体剛性が向上し、同時に乗り心地や快適性も更に改善された。
2015年（平成27年）の4代目へのフルモデルチェンジでは、ライトクロカン性能を確保していたラダーフレーム構造からモノコックセダンベースの設計となり、本格的にクロスオーバーSUVとなった。
カナダではゼネラルモーターズとのジョイントによるCAMIオートモーティブで、また、スペインではサンタナ・モトールで生産される世界戦略車でもある。車名も国により様々で、初代は北米向けがサイドキック（Sidekick）、欧州向けがビターラ（Vitara）、2代目は4気筒モデルがビターラ、V6・ロングモデルがグランドビターラ（Grand Vitara）、3代目はグランドビターラ、4代目はビターラの名称で販売されている。また、ゼネラルモーターズとの提携の一環で、以前は北米市場で、ジオ/アスナ/シボレー/ポンティアック/GMCなどを通じてOEM供給された。
高級車やサイズの大きな車を生産していなかったスズキにとって、2007年（平成19年）に5ナンバーミニバンのランディ（当時は日産・セレナのOEM車種）が登場するまでは日本国内における事実上のフラッグシップモデルという位置付けにあった。

## 初代（1988年 - 1997年）
1988年（昭和63年）5月の発売当時、日本国内に「SUV」という用語はまだ浸透しておらず、ステーションワゴンなどを含めて「レクリエーショナル・ビークル」（RV）と呼ばれていた時代に、トヨタ・ランドクルーザーシリーズ、日産・サファリ、三菱・パジェロといった大 - 中排気量の本格的クロスカントリーモデルなみのオフロード踏破性能を有しながら、排気量を1,600 ccに抑え、ボディサイズを5ナンバーサイズに収め、車両本体価格も130万円台からと言う低価格に設定した意欲作で、いわゆる「ライトクロカン」の先駆けとなったモデルと称される。販売当初は3ドアのコンバーチブルとハードトップの2種類のみのラインアップであり、日本国内向けにはハードトップモデルに登録区分の違いによる4ナンバー（小型貨物）登録のバンが設定された。
直線を基調とした欧州調のスタイルと泥臭さを感じさせない乗用車感覚の内装、サスペンションもフロントは乗用車で一般的なストラットとコイルスプリングの組み合わせながら、リアはリジッドアクスルの位置決めに初代レンジローバーのような「センターAアーム」を採用するなど、意欲的な思想を随所に見せるモデルであった。
1989年（平成元年）にはスポーツ用品のブランドを冠した特別仕様車が登場、5月に夏期限定車「ヘリーハンセンリミテッド」、10月に冬期限定車として「ゴールドウィンリミテッド」が設定される。
1990年（平成2年）8月のマイナーチェンジでは、G16AエンジンがSOHC8バルブ仕様からSOHC16バルブに切り替えられ、最高出力が82馬力から100馬力に向上。同時に3速だったATも4速ATに変更された。また、このマイナーチェンジを機に、ハードトップは5ナンバー（小型乗用車）登録のみとなり、バンが廃止された。
同年9月にはホイールベースを延長した5ドアモデルが追加され、「遊牧民」を意味する「ノマド（NOMADE）」のサブネームが与えられた。
1994年（平成6年）12月には、内装が従来の角張ったものから丸みを帯びたものとなり、スズキ初の2.0 L・V6エンジンと、2.0 L・直4ディーゼルターボを積むモデルが追加された（コンバーチブル仕様とレジントップ仕様を除く）。ディーゼルエンジンはスズキ製ではなく、マツダからRF型の供給を受けている。またその見返りとしてマツダにプロシードレバンテとしてOEM供給を開始する。
外装ではフロントのデザインが独立グリルに変更されたほか、走行面では重量と出力の増加に対応すべく、フレームの強化やストラットタワーバーの追加、タイヤサイズとトレッドの拡大などの対策が採られている。トレッド拡大によるオーバーフェンダーの装着で全幅は広がり、前後バンパーの大型化により全長も伸びたが、室内容積は従来モデルと変わっていない。
1995年（平成7年）には、エスクードをベースに北米市場を狙った2シーターの派生モデル、X-90が発売された。デタッチャブルルーフを持つ、オフロード版のカプチーノといった趣きのクルマであった。
1996年（平成8年）のマイナーチェンジでは、2.5 L・V6エンジンモデルが追加され、スズキでは初の3ナンバー登録車（普通乗用車）となる。この他に2.0 LエンジンはV6から直4となり、5ドア車から「ノマド」のサブネームが消滅して、それぞれ「3ドア」「5ドア」という呼称となった。
1997年（平成9年）10月に生産終了。11月に2代目と入れ替わる形で販売終了。

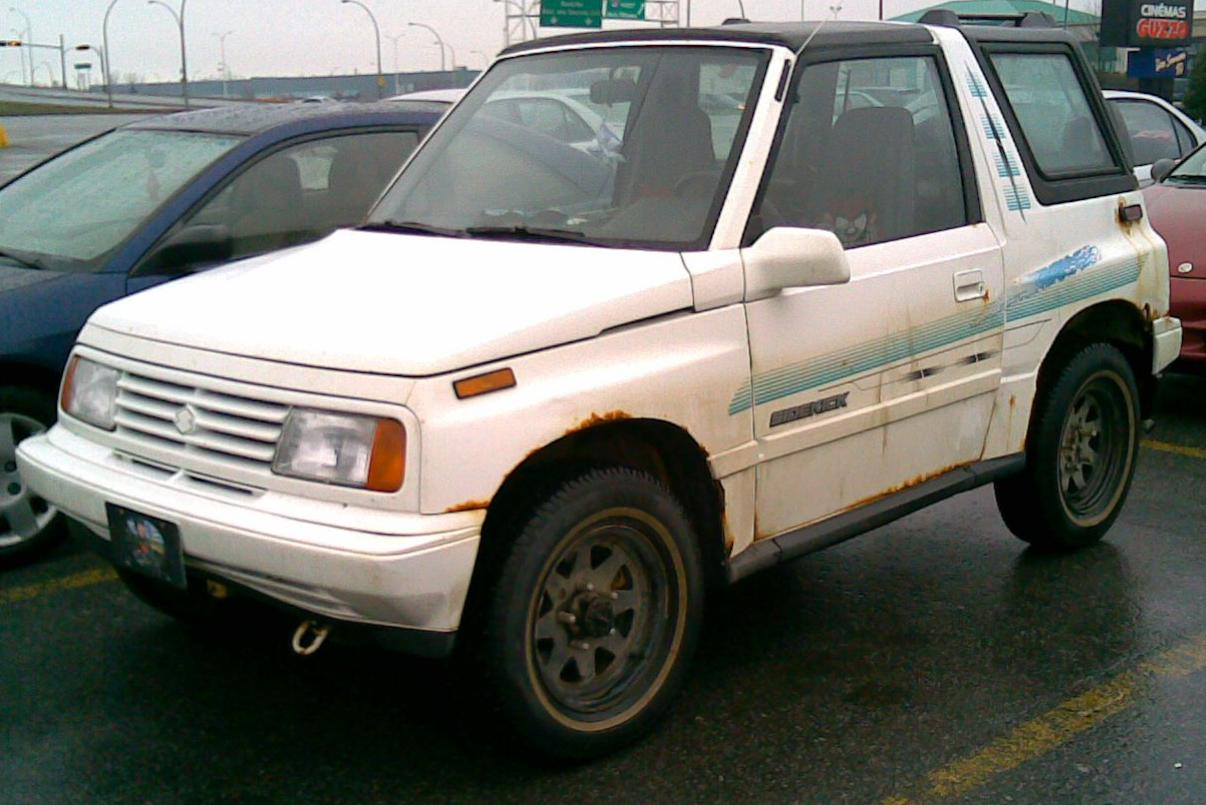
北米仕様（サイドキック）
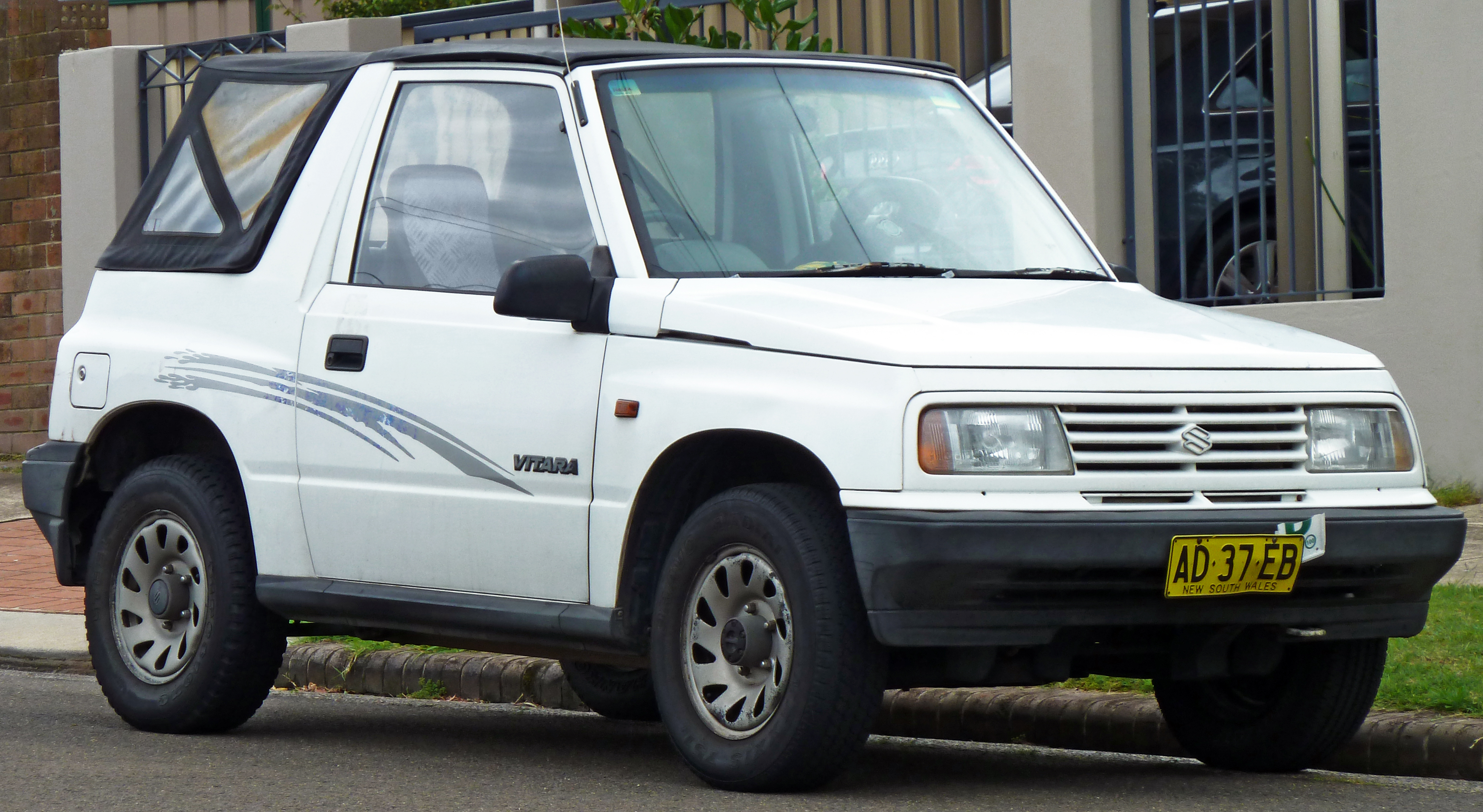
コンバーチブル（豪州仕様）
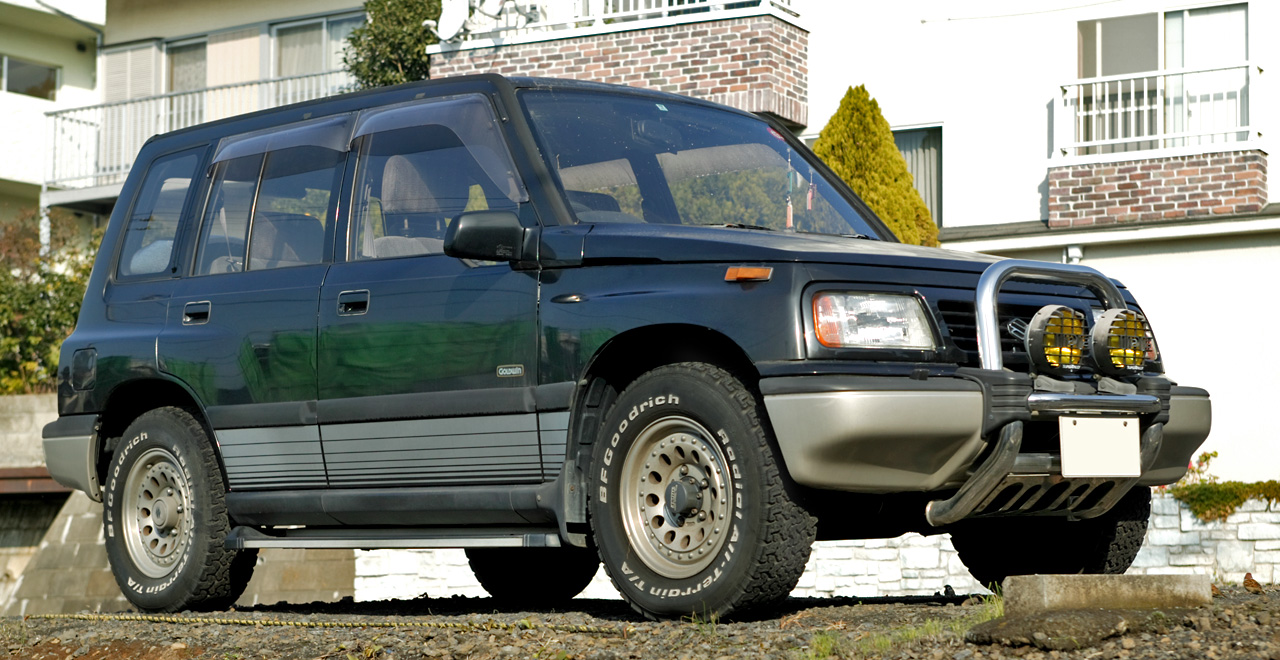
ノマド ゴールドウィンリミテッド

## 2代目（1997年 - 2005年）
セパレートフレームを持つことは初代と同じであったが、リアサスペンションは5リンクリジッドへ変更され、ラテラルロッドを持つ機構となった。インテリアではリヤシートがダブルフォールディング式の分割となり、フロントのヘッドレストを外してシートバックを倒すことでフロントからリヤシートバックまでのフルフラット化が可能となるなど、先代モデルに比べて利便性が大きく向上している。当初のラインナップは1.6 L、2 L、2.5 L、2 Lディーゼルと、初代とほぼ同様だが、2.5 Lと2 Lディーゼルは5ドアのみに設定され、コンバーチブルは国内向けモデルから消滅した。
引き続きマツダへのOEM供給も行われたが、トリビュートの発売を機に2000年に終了した。

### 年表
- 1997年（平成9年）11月7日 - フルモデルチェンジを発表。
- 1998年（平成10年）
  - 10月15日 - エスクードV6-2500専用エアロパーツなどを装備したドレスアップ車「エスクードV6スペシャル」を設定。スポーティな室内には、専用本革巻きステアリングホイール＆ATシフトノブ、専用ホワイトメーター、カーボン調パネル、シート表皮＆ドアトリムなどを装備。限定300台。
  - 11月20日 - スポーティな外観とマルチメーターなどを装着した特別限定車「G-リミテッド」を発売。限定1,000台。
- 1999年（平成11年）6月10日 - 特別限定車「Sリミテッド」を発売。スポーティーな外見と上級仕様のオーディオを装着した。限定1,000台。
- 2000年（平成12年）
  - 4月13日 - 一部改良を実施。「優-低排出ガス（☆☆）」の認定を受ける。1.6 L・3ドアに2WD車を設定。5ドアはナローボディ（5ナンバー）の1.6 Lを廃止し、2.0 Lをナローボディからワイドボディ（3ナンバー）へと変更。グレード体系は3ドアは1.6 Lのみ。5ドアは2.0 LとV6-2.5 Lのワイドボディモデルのみとなる。
  - 12月12日 - 仕様変更。3ドアは2.0 Lに排気量を拡大し、全グレードの値下げを実施。またV6-2.7 Lエンジンを搭載した、3列・7人乗りの派生モデル「グランドエスクード」を発売。
- 2001年（平成13年）6月18日 - アウトドアレジャーや旅行の用途に特化した特別仕様車「2.0 5ドアヘリー・ハンセンリミテッド」を発売。「ヘリー・ハンセン」の持つスポーティーなイメージを演出。車体同色の専用フロントグリル、ヘッドランプガーニッシュ、専用のフロントバンパーアンダーガーニッシュ、「HELLY HANSEN」ロゴ入り専用スペアタイヤハウジング、撥水加工処理を施した専用ファブリックシート表皮、専用の黒色本革巻きステアリングホイール、フロントに泥や水濡れなどによるフロアの汚れを防ぐ専用トレーマットなどを特別装備。限定500台。
- 2002年（平成14年）
  - 1月9日 - ファッションデザイナー山本寛斎が外観、内装をファッショナブルにアレンジした特別仕様車、エスクード5ドア2.0「KANSAI」を設定。インテリアでは、山本寛斎デザインの専用シート表皮＆ドアトリムクロス、本革巻きステアリングホイール＆ATシフトノブおよびトランスファーレバー、それにインパネガーニッシュ、センターコンソール、フロアコンソールガーニッシュに木目調を採用した。2DINサイズのCD／MDステレオを採用。
  - 6月25日 - 前年に引き続き、特別限定車「ヘリー・ハンセン リミテッド」を設定。専用のフロントバンパー（フォグランプ付）、フロントグリル、ヘッドランプガーニッシュ、サイドステップ（グランドエスクード）、リヤアンダーガーニッシュ、スペアタイヤハウジング（ロゴ入り）等を採用し、力強いイメージの外観とした。内装は、撥水加工処理を施した専用ファブリックシート表皮、専用スピーカーを採用したMD/CDステレオ（DSP機構付）、文字盤面を白色とした専用メーターパネル、黒色本革巻ステアリングホイール、シフトノブおよびトランスファーレバーを採用。限定500台。
  - 11月18日 - 一部改良を実施。3ドアモデルを廃止。5ドアの2.0 LモデルとV6-2.5 Lモデルのみに。インパネやシートなどの内装を小変更。国際スキー連盟「FIS」とタイアップした特別仕様車「FISフリースタイルワールドカップリミテッド」を設定。エクステリアには、専用フロントバンパーガーニッシュ、車体色同色フロントグリルなどを装着。インテリアには、スポーティーな本革巻ステアリングホイール＆本革巻シフトノブ＆トランスファーノブ、DSP機構付MD／CDステレオなどを採用。
- 2003年（平成15年）
  - 6月18日 - V6-2.5 Lモデルを廃止、5ドアの2.0 Lモデルのみとなる。同時に特別仕様車「ヘリー・ハンセンリミテッド」を発売。
  - 10月18日、前年に引き続き、「2.0 5ドア FISフリースタイルワールドカップリミテッド」を発売。
- 2004年（平成16年）5月20日 - 特別仕様車「エスクード S‐エディション」を設定。専用デザインの前後バンパーとフォグランプ、クリアータイプのテールランプやメッキドアハンドル（外側）を装着。また、内装に黒木目調パネル（インストルメントパネル、シフトコンソール、前パワーウインドースイッチベゼル、トランスファーレバー、シフトノブ）、本革巻ステアリングホイール、メッキドアハンドル（内側）を採用。
- 2005年（平成17年）4月[5] - 生産終了。5月に3代目と入れ替わる形で販売終了。

なおエクアドルでは現地GMの生産工場において2016年まで本モデルが生産された。現地では1999年に本モデルの生産を開始して以来、同国及びベネズエラへの出荷分を合わせて92,070台が生産されたという。モデル末期には記念モデルとして特別装備を施した「Grand Vitara Ultimate Edition」が発売された。

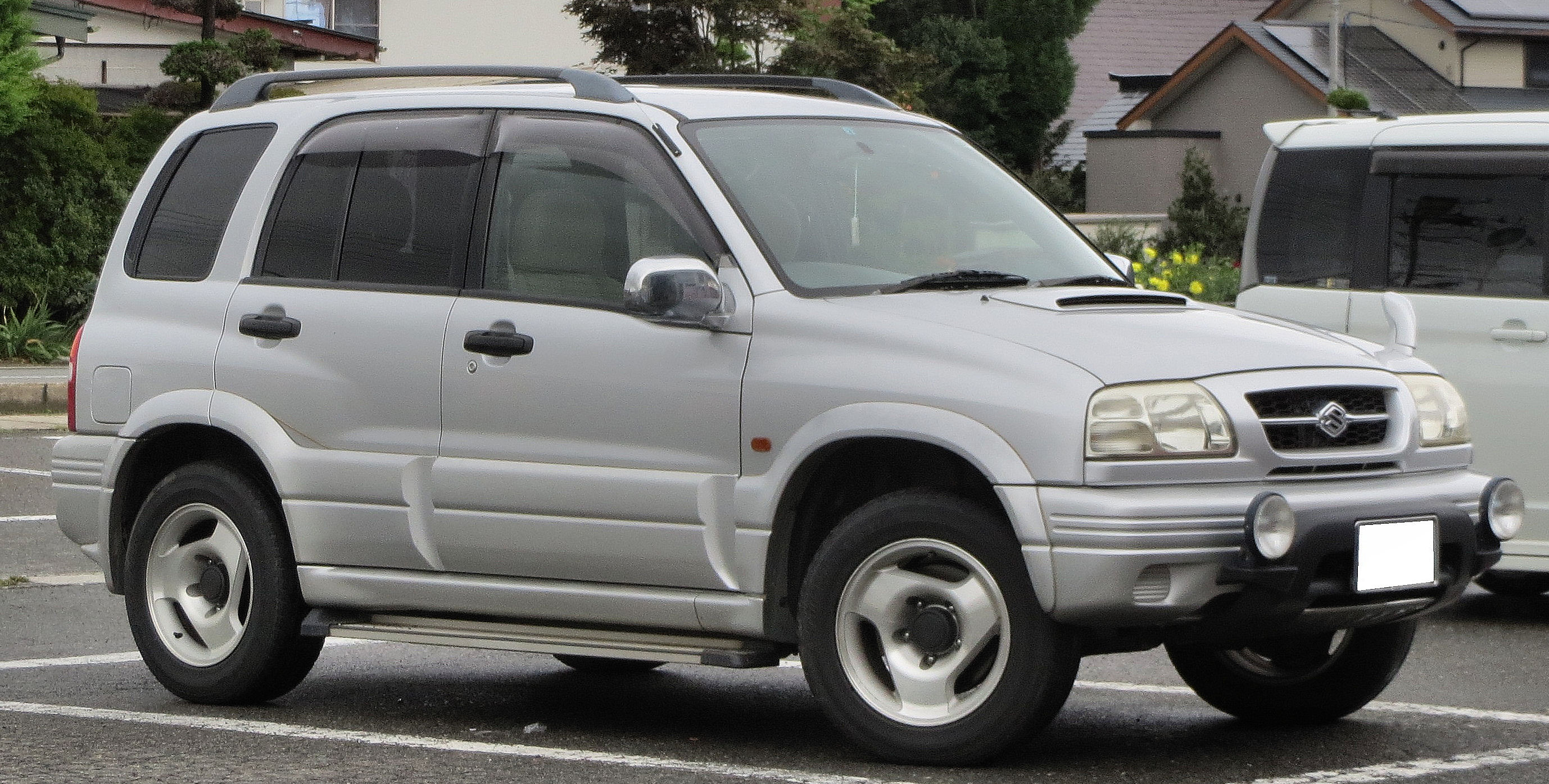
5ドア ディーゼルターボ （1997年11月 - 2000年4月）
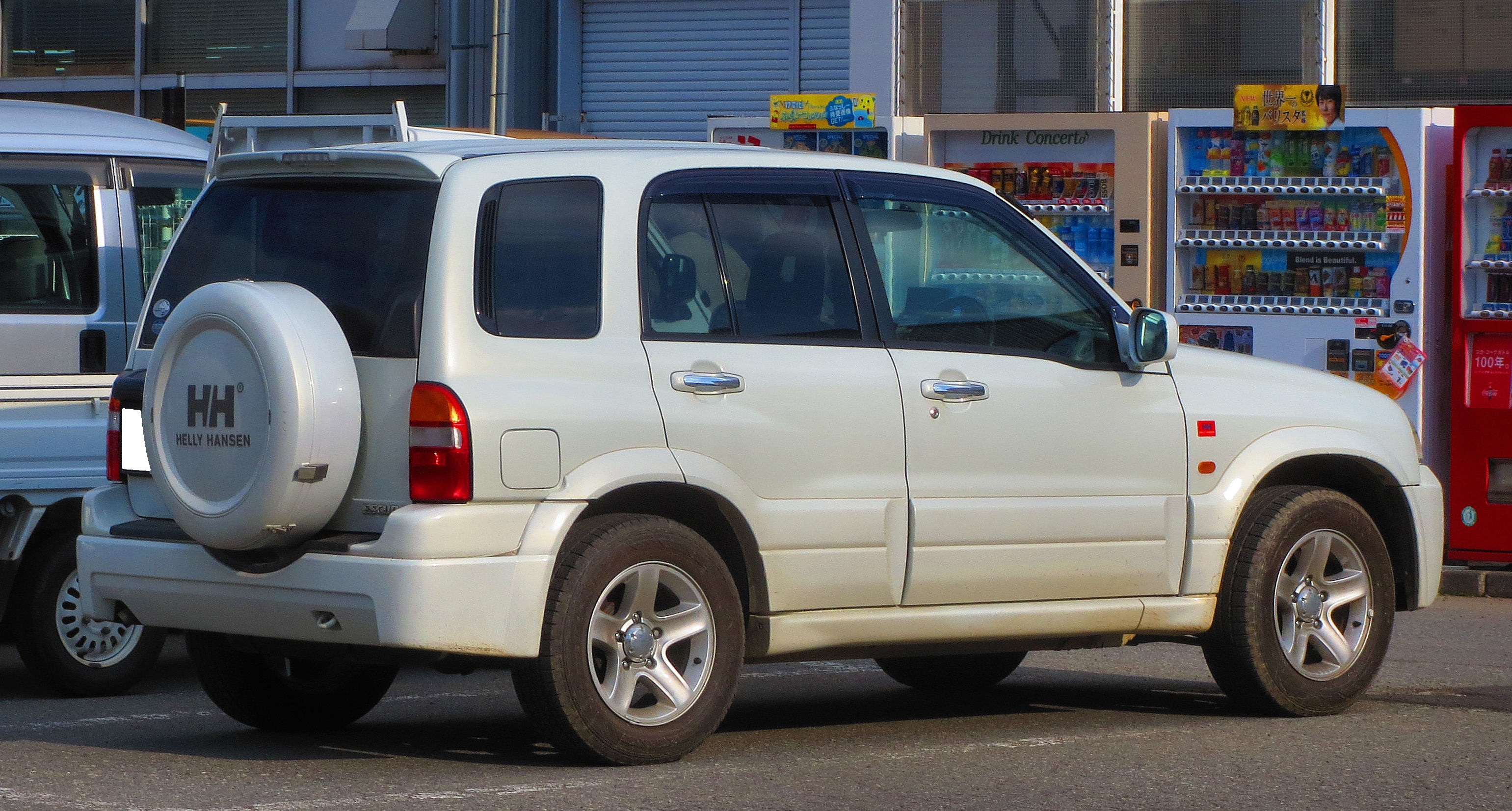
ヘリー・ハンセン リミテッド リヤ （2000年3月 - 2005年4月）
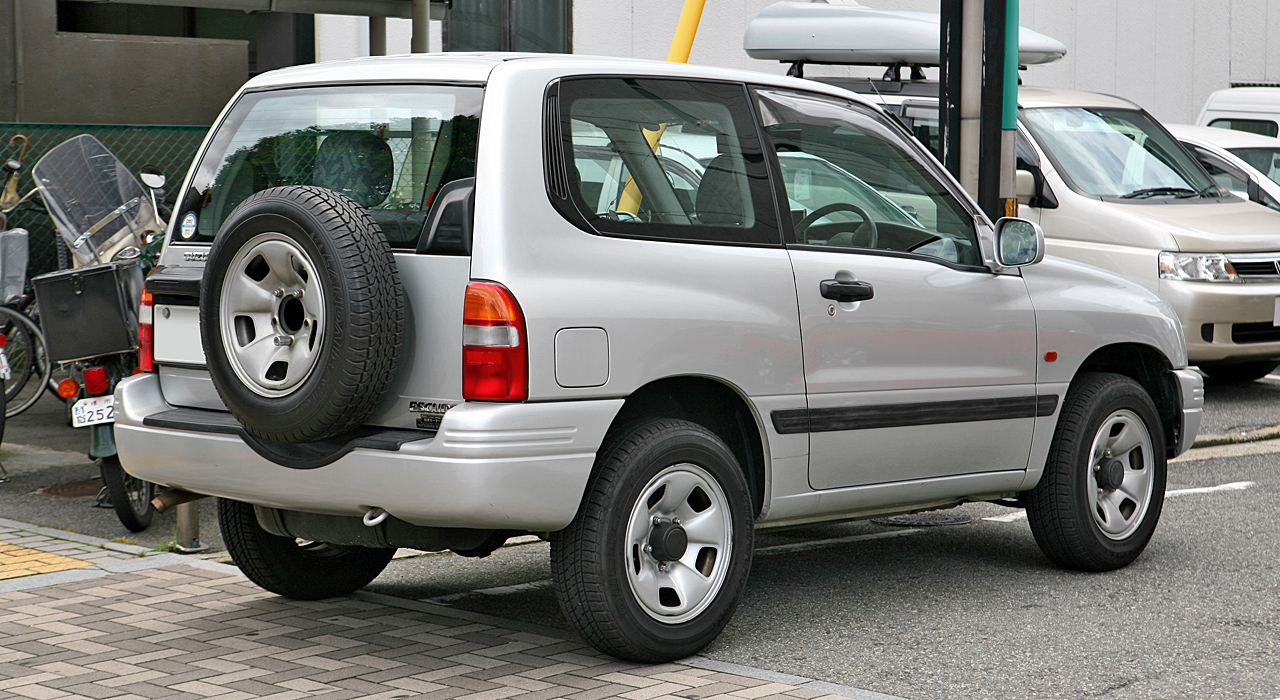
3ドア リヤ
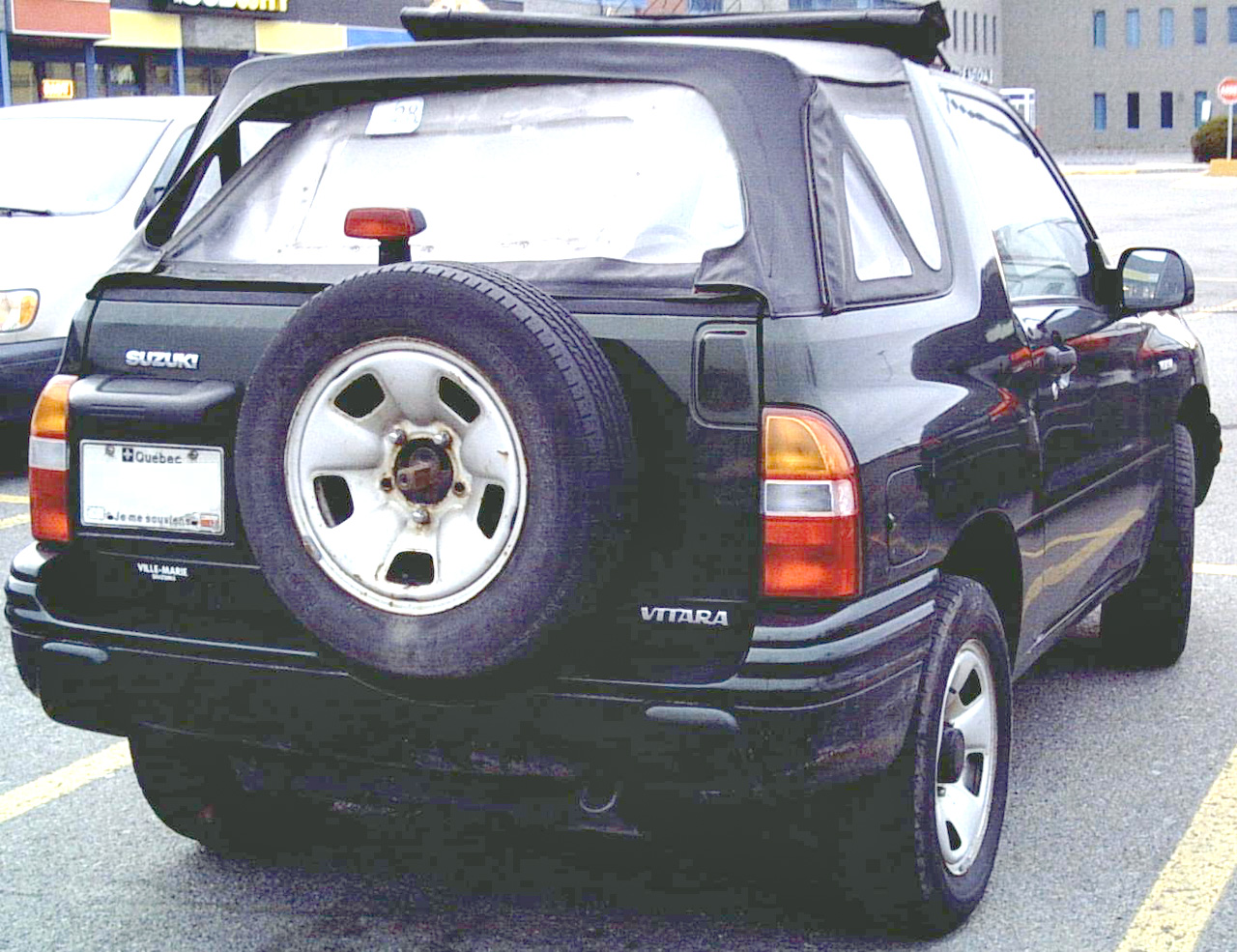
コンバーチブル

## 3代目（2005年 - 2017年）
グローバル市場では「Grand Vitara」を名乗る世界戦略車である。また、グランドエスクードの2代目の扱いとなる。
先代モデルのラダーフレーム構造からフロアパンにラダーフレームを溶接したラダーフレーム一体型モノコックボディへ、パートタイム4WDからフルタイム4WDへ、リアサスペンションも一気にマルチリンクの独立懸架に変更されたが、デフロック機構やHI - LO切り替えの副変速機などの本格4WDシステムは健在である。
「グランドエスクード」は販売終了し、エンジンは2.0 Lと2.7 Lの2種類で、5ドアのみとなる。グレードは3種類で、「2.0XE」、「2.0XG」、「2.7XS」がある。同クラス他車種のほとんどはAT車のみのラインナップであるのに対し、2.0 Lのみ5速MT車もあわせてラインナップされている。

### 年表
- 2005年（平成17年）5月16日 - 8年ぶりのフルモデルチェンジ。なお、この3代目モデルはマツダへのOEM供給はされず、「プロシードレバンテ」は2代目モデルで廃止となった。
- 2006年（平成18年）
  - 6月12日 - 一部改良。輸出向けのみに設定されていた3ドア車が日本市場に再投入され、新グレード「1.6 XC」として発売。これは欧州向けモデルをベースにしていると思われ、エンジンは1.6 Lのプレミアムガソリン仕様（M16A型）で、変速機は5速MTのみ。価格は176万4000円。ただし、5ドアモデルに装備されている副変速機は、1.6 XC では省略されている。また、5ドアには「ハイグレードサラウンドシステム」や専用フロントグリル、アルミホイールなどを装備した特別仕様車、「スーパーサウンドエディション」を発売した。
  - 12月5日 - スポーツ用品ブランド「サロモン」のイメージにあわせ、ウィンタースポーツを楽しむユーザーに向けた特別限定車「2.0 / 2.7 サロモンリミテッド」を発売。限定750台。
- 2007年（平成19年）
  - 5月15日 - 一部改良。V6 - 2.7 Lエンジンを搭載した新グレード「2.7 XG」を発売。これに伴い、3ドアモデル「1.6 XC」の国内での販売を終了（海外向けはモデル終了まで継続生産された）。
  - 6月5日 - アルカンターラを使用したシート表皮と専用フロントグリル、電動サンルーフなどを装備した特別限定車「2.0/2.7 ヘリー・ハンセンリミテッド」を約5年ぶりに発売（限定800台）。
  - 11月6日 - 前年に引き続き、特別限定車「2.0/2.7 サロモンリミテッド」を発売。（限定1,000台）今回は「SALOMON」の刺繍が入った撥水加工済専用シートなどを装備する。
- 2008年（平成20年）
  - 6月26日 - マイナーチェンジを実施。

エンジンを大型化し、スズキ車では初めてのロータリーバルブ式可変吸気システムや、バランサーシャフトを搭載した直4 2.4 Lと、高出力と低燃費を両立させた給排気VVTシステムを搭載したV6 - 3.2 L[注釈 4]の2種類に。フロントバンパーやフロントグリルを新しくし、燃費計や渡航可能距離などを表示するマルチインフォメーションディスプレイを装備したメーターを採用。また、「2.4 XG」と「3.2 XS」のHDDナビ装着車には「カーウイングス」が3年間無料に設定される。エンジンの変更や改良にもかかわらず、価格は3代目登場時と替わらない税込194.25万円（2.4 XE・5MT車）からと、極めてコストパフォーマンスにも優れており、2.4 Lには引き続き5速MT車が設定されている。なお、このマイナーチェンジを機に車名型式が一新され、2.4 L車はTDA4W型、3.2 L車はTDB4W型となった。同時に電動サンルーフやESPなどを装備した特別限定車「2.4ヘリーハンセンリミテッド」を発売。限定1,000台。
  - 11月5日 - 特別限定車「サロモンリミテッド」の第3期モデルを発売。今回は2.4 Lのみの設定で、フロントアンダースポイラーとルーフレールにはシルバーを用い、専用フロントグリルと軽量18インチアルミホイールを装着し、スポーティーな印象となった。また、電動サンルーフやESPを装備している。限定1,000台。
- 2009年（平成21年）
  - 6月1日 - 一部仕様変更を実施。「3.2 XS」と「2.4 XE」の販売終了に伴い、ラインナップが「2.4 XG」のみとなる。
  - 6月9日 - 世界中のサーファーが支持するサーフブランド「オニール」とタイアップした特別限定車「2.4 オニール リミテッド」を発売。「2.4 XG」をベースに、クロームメッキの専用フロントグリルや、車体色+銀色2トーン塗装のフロントアンダースポイラー、電動サンルーフ、軽量18インチアルミホイール、ロゴ入り専用防水シート&ドアトリムクロス、ESP等を装備した。限定600台。
- 2012年（平成24年）7月11日 - マイナーチェンジを実施。

外観デザインを大幅に変更し、フロントフェイスは力強い造形のバンパー、2本のフィン形状で精悍なデザインとしたグリル、グリルとのつながりを強調し力強い眼光を思わせる黒加飾ヘッドランプを採用。17インチアルミホイールのデザイン変更を行い、バックドアはこれまで装備していたスペアタイヤを廃止し（代わりにパンク修理キットを装備）、リアライセンスプレートメッキガーニッシュを採用（なお、リアデザインの変更に伴って、これまでバックドア左下に装着されていた「SUZUKI」ロゴがなくなり、代わって、メッキガーニッシュの上にSマークを装着。さらに、リアのナンバープレートの位置がバンパー上からバックドア中央に移動されている）。スキッドプレートには従来のポリプロピレンに比べて約10 %軽量化し、材料着色化に優れた樹脂材料「スズキ スーパー ポリプロピレン（SSPP）」を採用した。インテリアはシート表皮に斜めと縦のストライプをあしらい、ドアトリムクロスを無地にしたことで黒でまとめたシックな内装とした。
併せて、サロモンとタイアップした特別仕様車「X-Adventure （クロスアドベンチャー、サブネームとして「SALOMON」も付く）」を発売。電動サンルーフ、LEDリングイルミネーション付マルチリフレクターハロゲンフォグランプ、ESP（ヒルホールドコントロール・ヒルディセントコントロール付）等を特別装備し、フロントグリルはブラックメッキに、アルミホイールは18インチにサイズアップし、高輝度シルバー塗装を、本革巻ステアリングホイールとシフトノブに赤ステッチをそれぞれ施し、シート表皮には前席・後席左右の背もたれと座面に撥水加工を施したセーレンの「ラックス スエード」を採用した。
- 2013年（平成25年）2月1日 - 仕様変更。JC08モード燃費に対応した。
- 2014年（平成26年）8月20日 - 一部改良。

新たにESPを標準装備し、シート表皮のデザインを変更した。
同時に特別仕様車「ランドブリーズ」を発売。外観はフロントグリルをスモーククリア塗装のメッキタイプに、リアライセンスガーニッシュをブラックメッキに、18インチにサイズアップしたアルミホイールをガンメタリック塗装にそれぞれ変更し、LEDリングイルミネーション付マルチリフレクターハロゲンフォグランプ、光輝処理バックドアモール、ルーフレール、ルーフエンドスポイラー、エキゾーストパイプテールカバー、電動サンルーフを装備（一部装備は販売店装着）。内装はフロントシートの背もたれと座面に撥水加工を施し、セーレンが開発した夏は熱くなりにくく、冬は冷たく感じにくい素材「クオーレモジュレ」を採用。さらに、ドアトリムガーニッシュ、シフトノブガーニッシュ、メーターリング、ステアリングベゼル、サイドルーバーリング、インパネセンターガーニッシュにシャンパンゴールドを採用し、ドアトリムクロス、本革巻ステアリングホイール、本革巻シフトノブに銀色ステッチを施し、ステアリングオーディオスイッチと専用フロアマットも装備した。
- 2015年（平成27年）8月 - このモデルの累計販売台数が4万4005台になる[9]。その後の9月に生産終了[10]。10月15日には後述する4代目の発売に伴い、車種名を「エスクード2.4」に改名して継続販売[11]。特別仕様車「ランドブリーズ」を含め、内容に変更はない。
- 2017年（平成29年）4月 - スズキのホームページの掲載を終了した[7]。これにより、日本での3代目モデルの販売を終了。なお、国内では磐田工場でジムニーと同じラインで生産されており、輸出向けに限り2018年にジムニー（3代目）が製造を中止するまで生産が行われる見込み[12]。

なおエクアドルでは現地GMの生産拠点において2018年現在も本モデルの製造・販売が続いている。

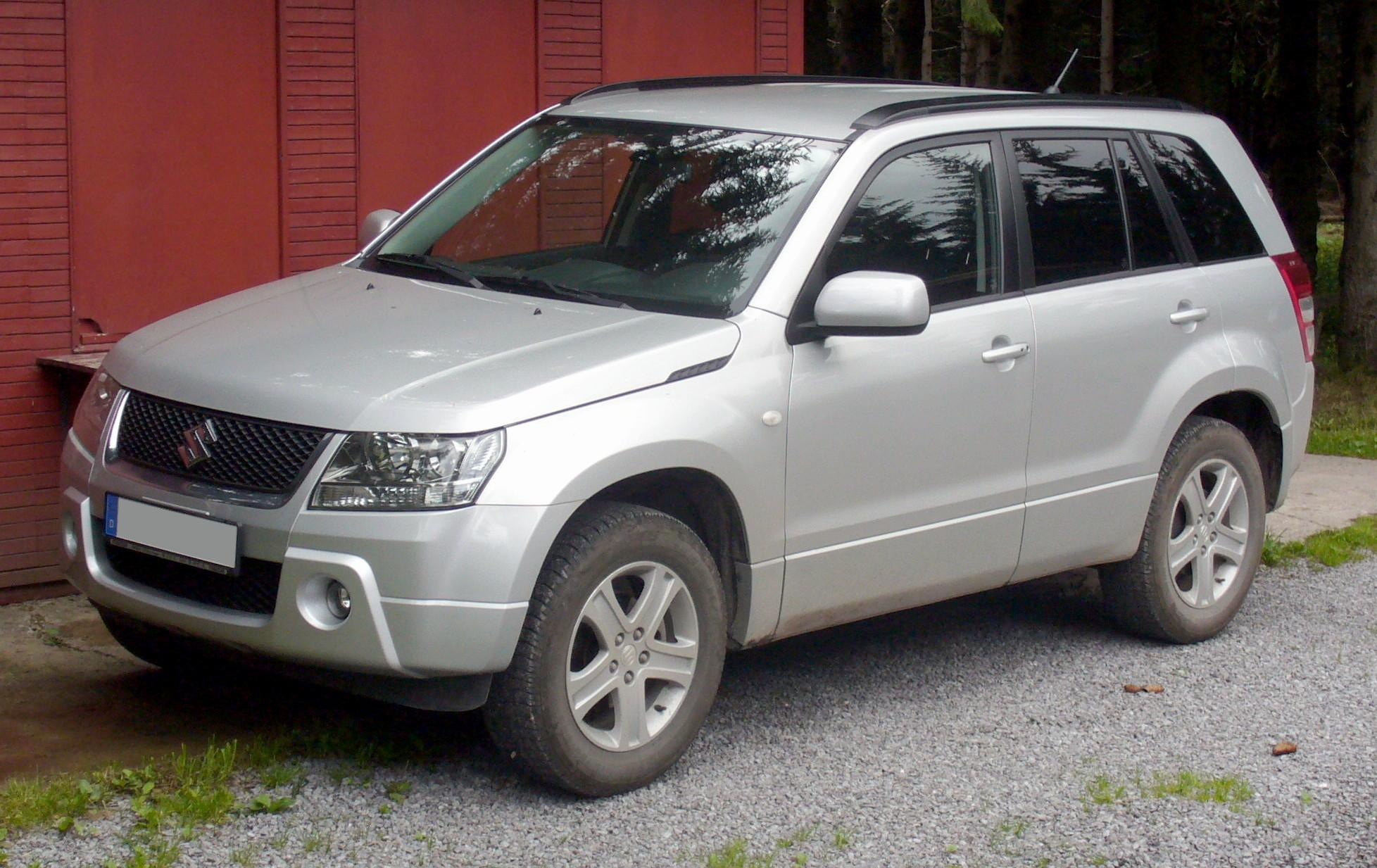
前期型 5ドア
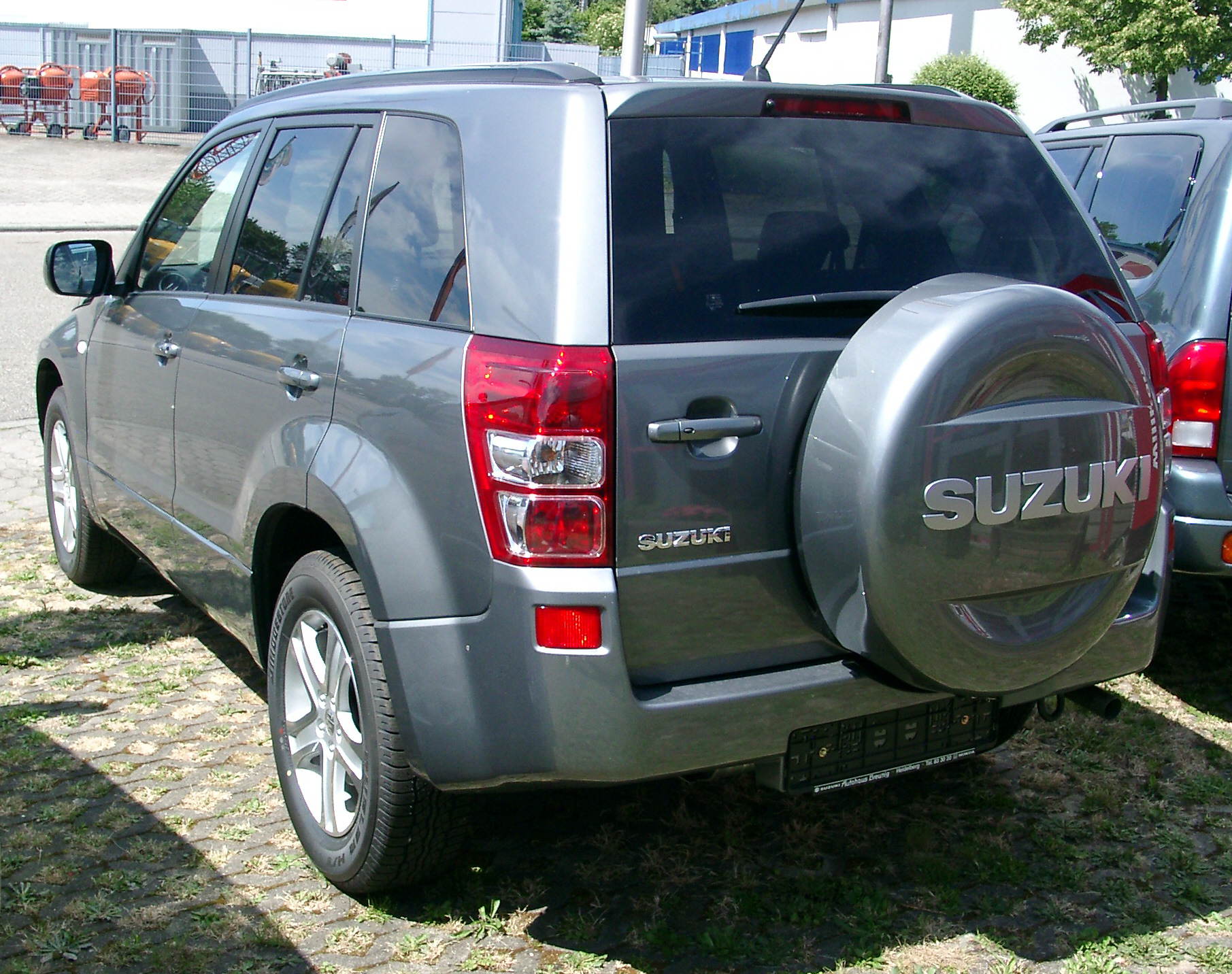
前期型 5ドア リア
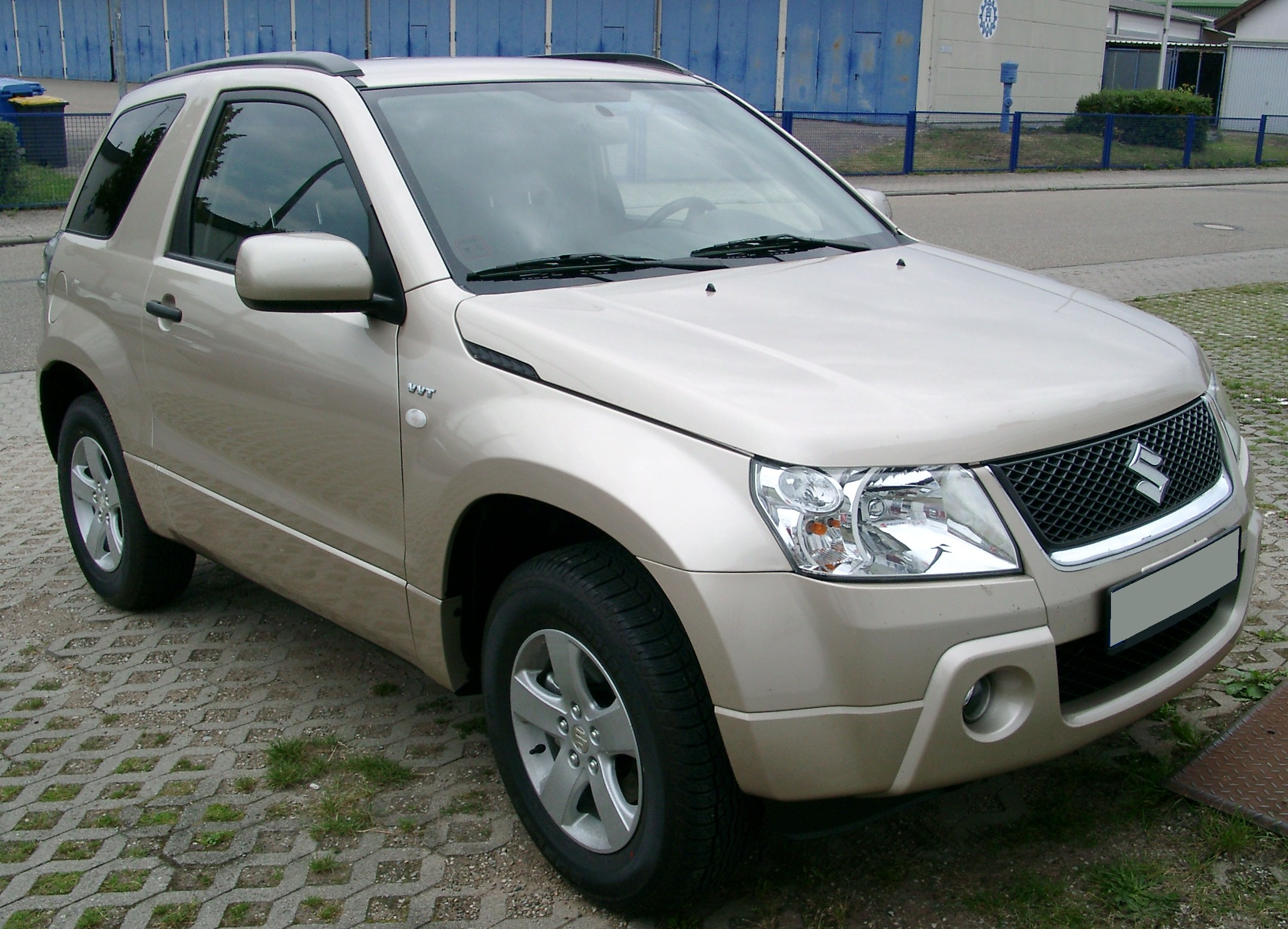
前期型　3ドア（ヴィターラ）
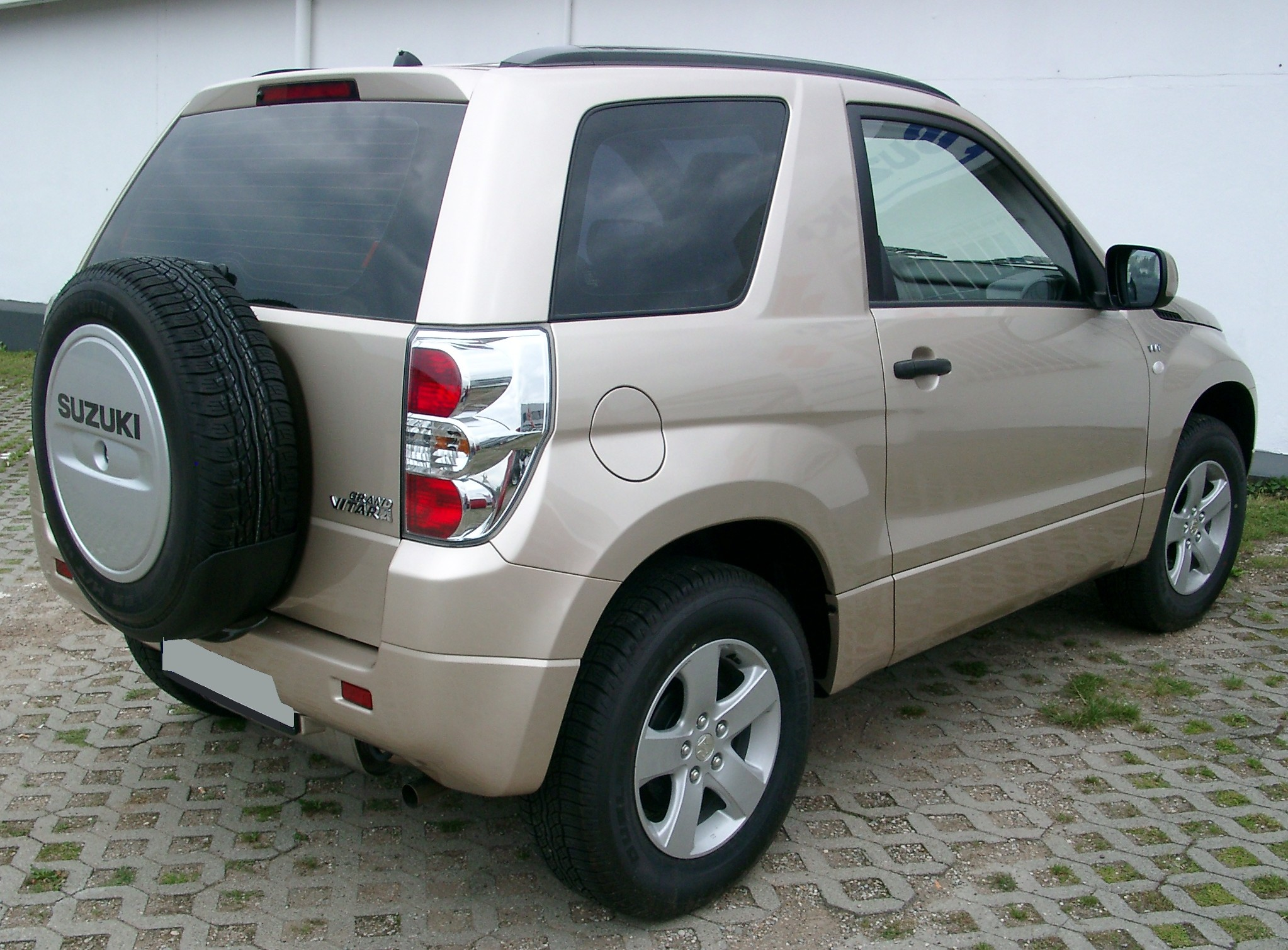
前期型　3ドア リア
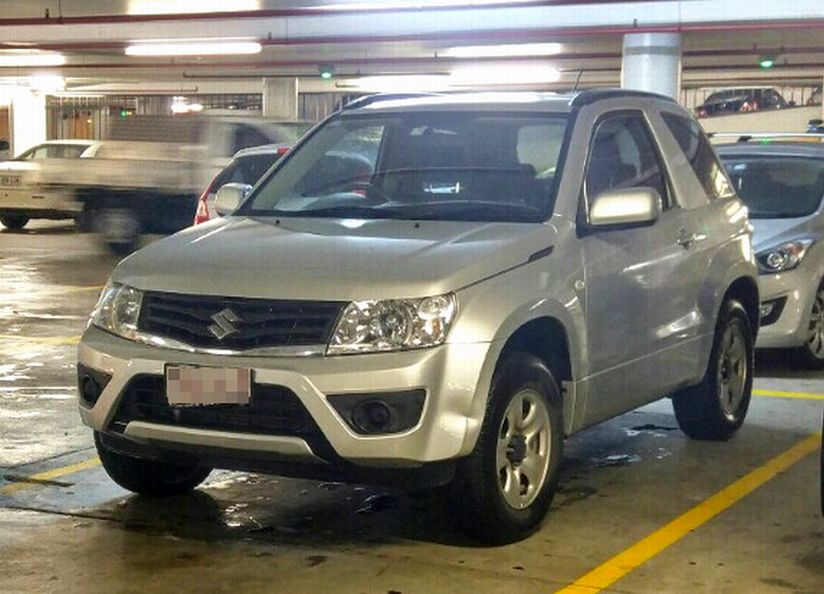
後期型　3ドア（ヴィターラ）
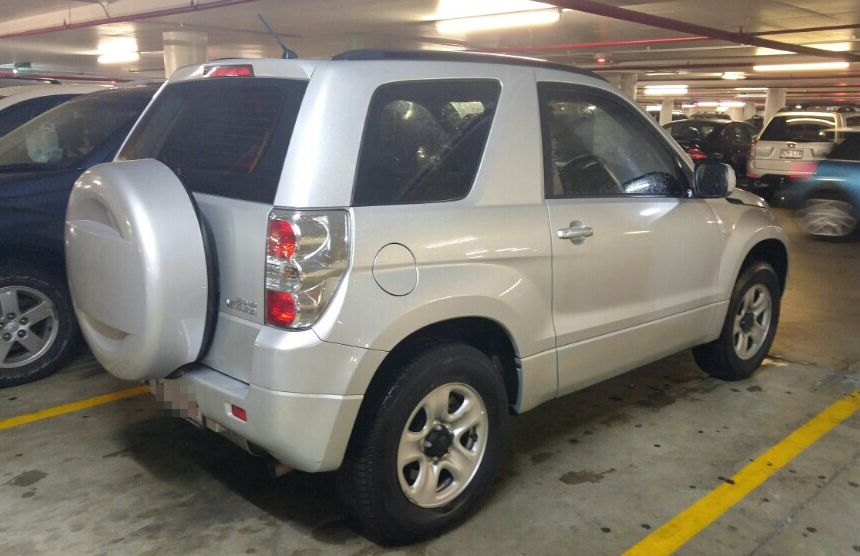
後期型　3ドア　リア
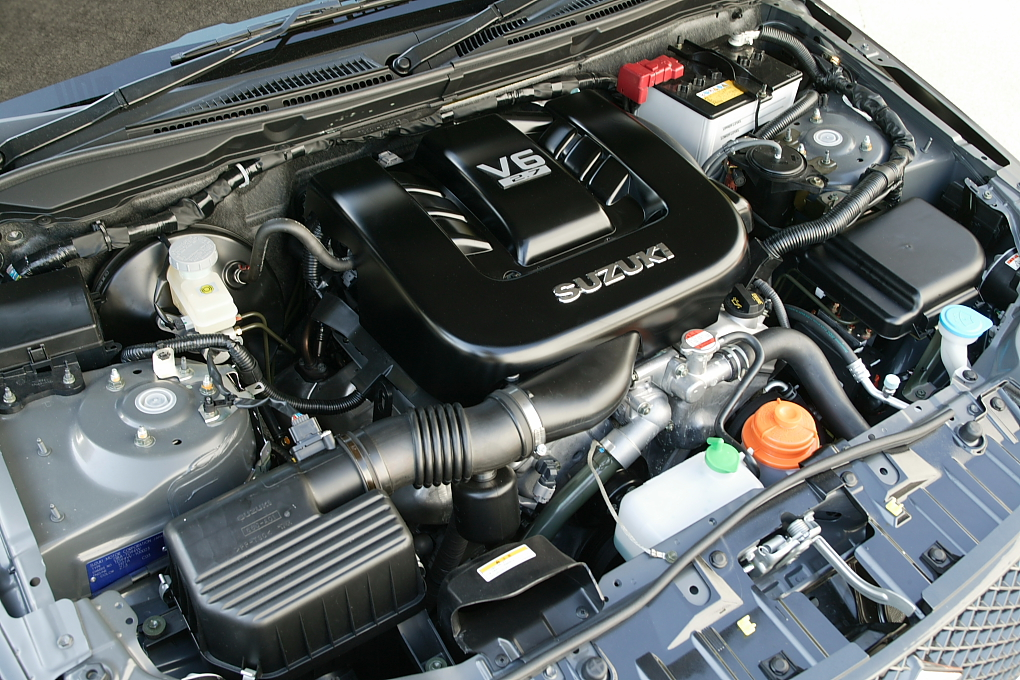
H27A型 V6 2.7 Lエンジン

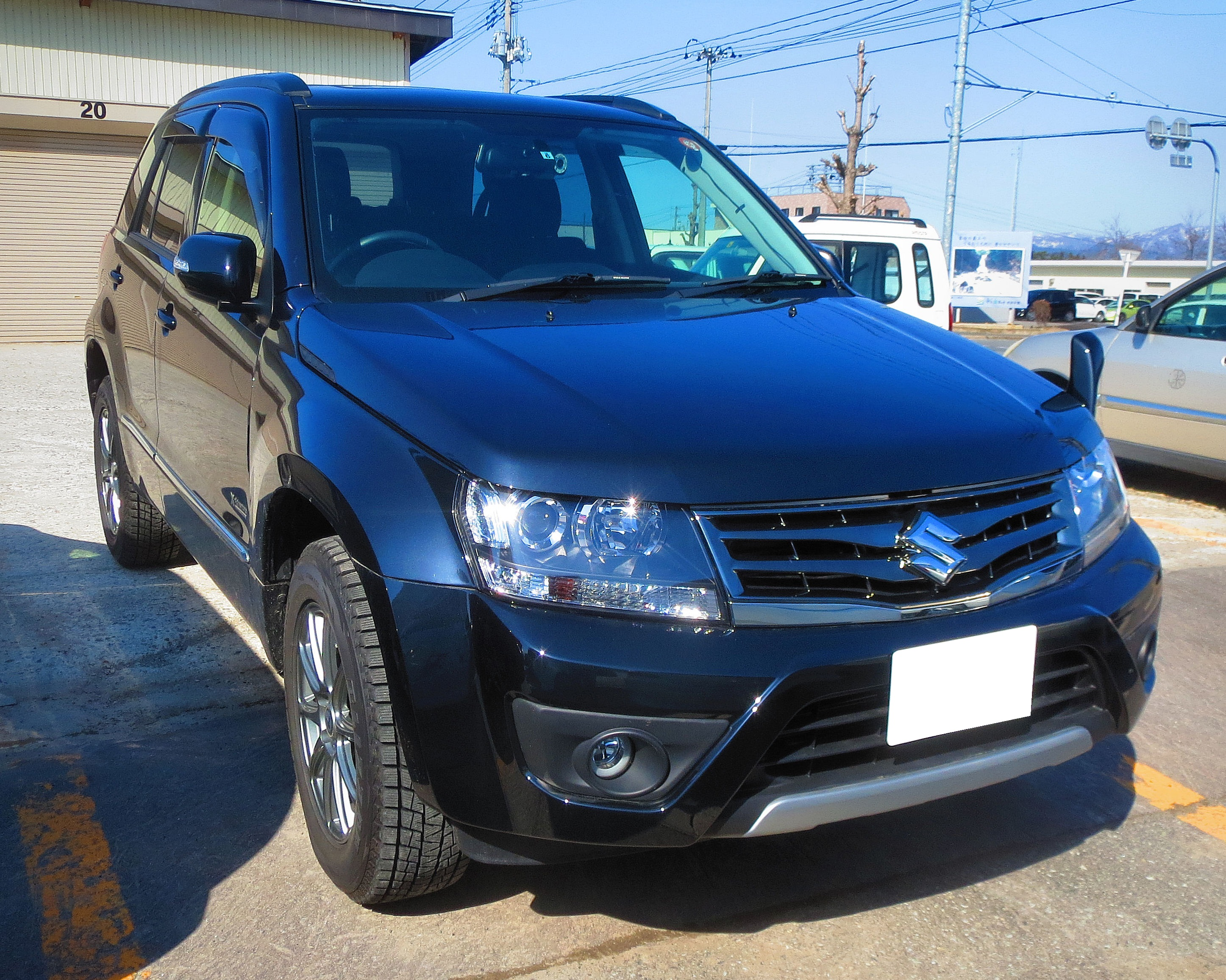
クロスアドベンチャー 6型
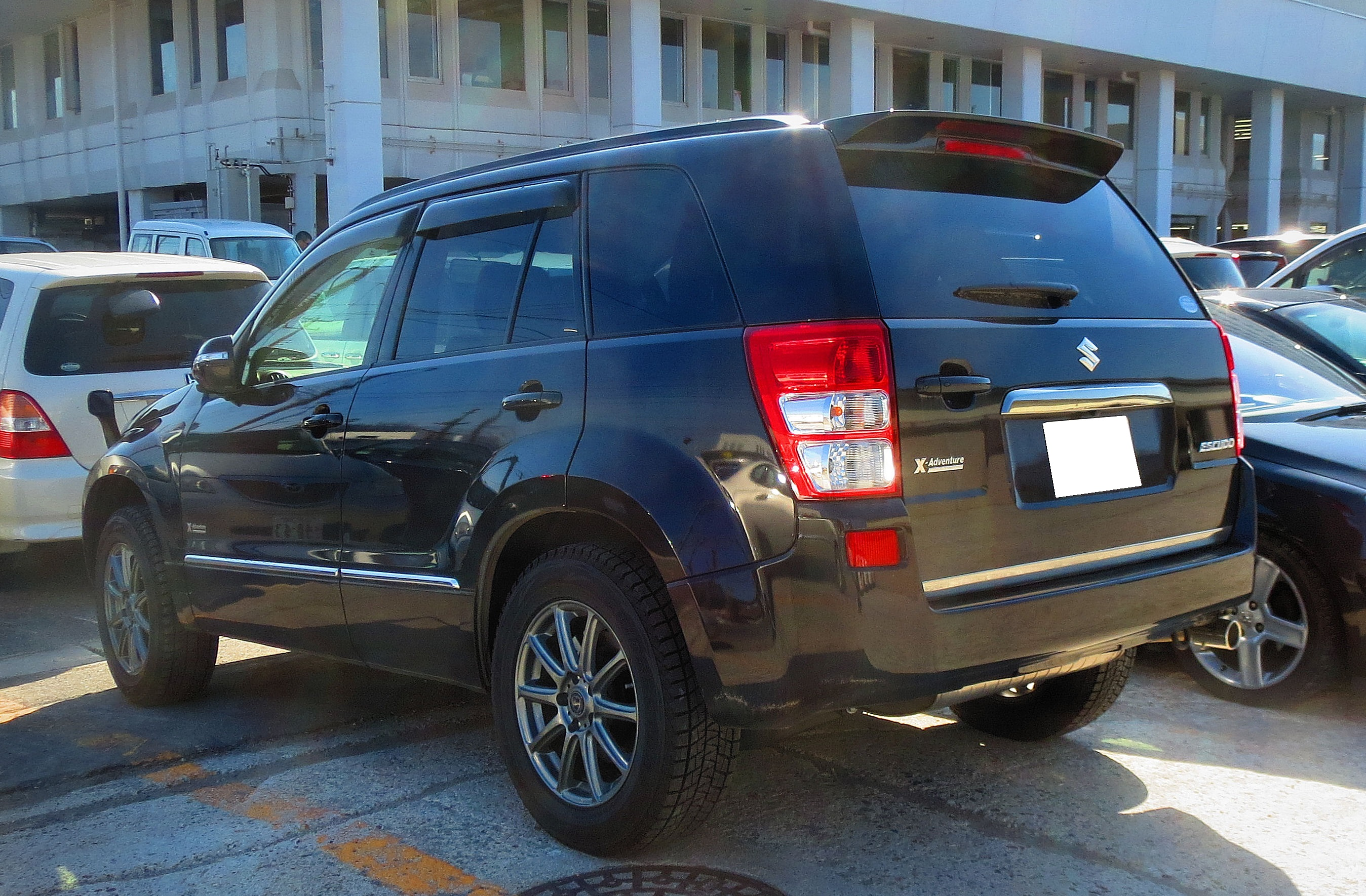
クロスアドベンチャー 6型 リヤ
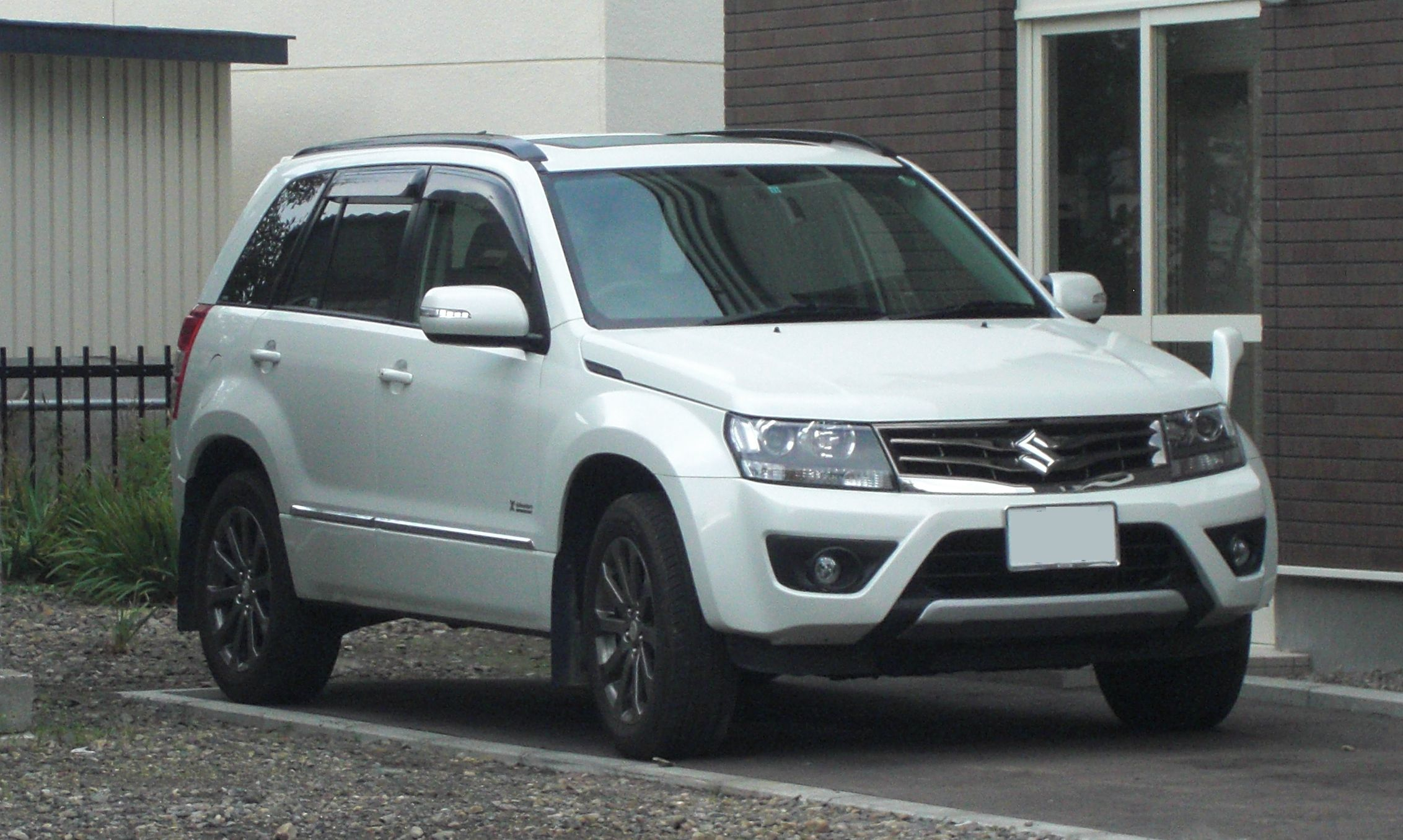
ランドブリーズ 7型
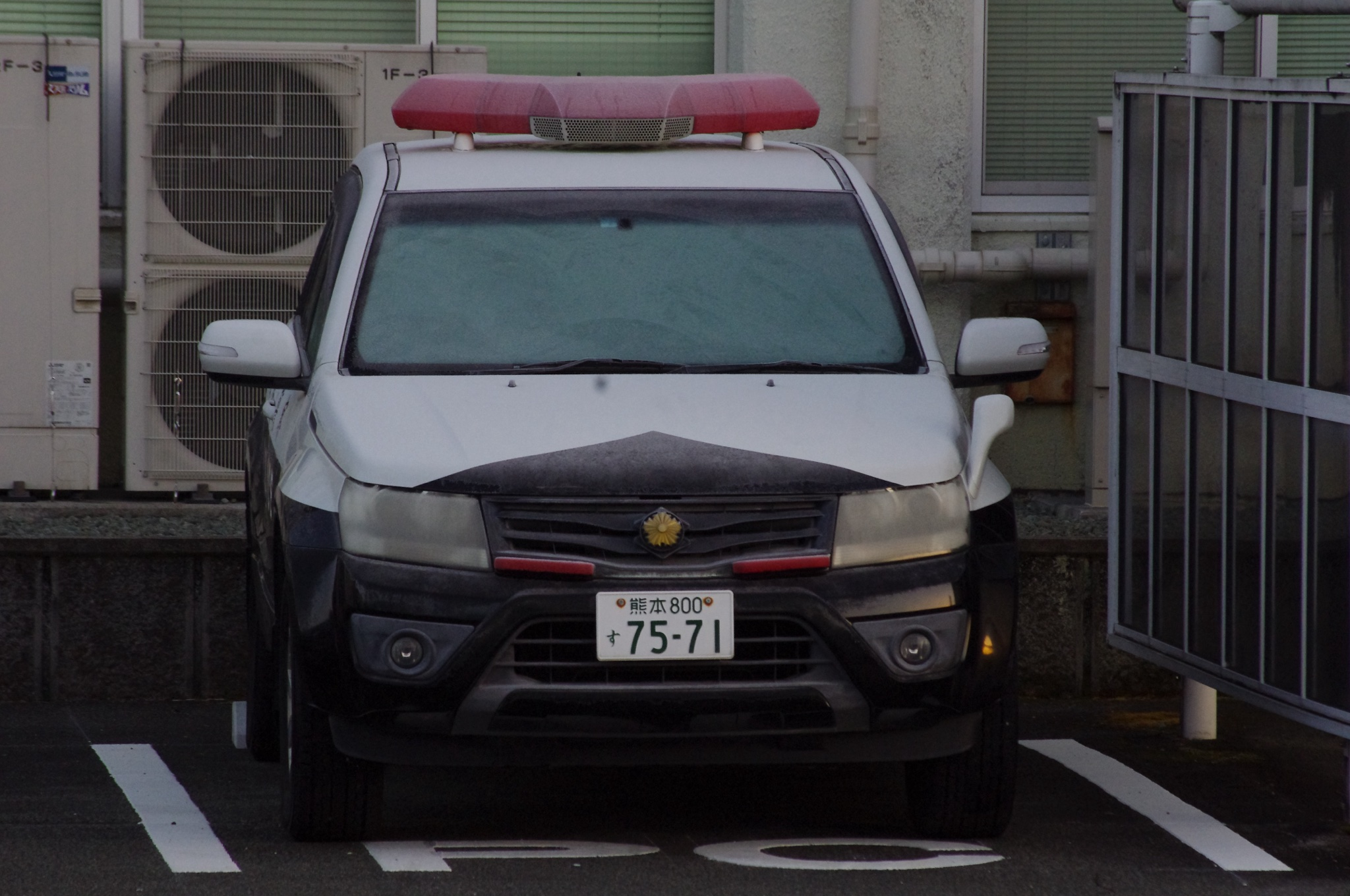
クロスアドベンチャーをベースに国費で導入された無線警ら車（熊本県警）

## 4代目（2015年 - 2024年）
2013年9月10日に、コンパクトSUVのコンセプトモデル「iV-4」をフランクフルトモーターショーで発表。貝殻形状のボンネットフードや5分割形状のフロントグリルをデザインモチーフとして、今後新たに投入される車種の方向性を示すパーソナルコンパクトクロスオーバーSUVとして発表されたもので、日本では同年11月23日から開催された第43回東京モーターショー2013に、中国でも2014年4月20日から開催された2014年北京国際モーターショーに順次出展した。
2014年10月3日にはこの「iV-4」をベースにフロントグリルなどを変更した量販モデルを新型ビターラとして2014年パリモーターショーで初公開。2015年3月5日にハンガリー子会社のマジャールスズキにてラインオフ式典を執り行い、同社での生産を開始した。
本代から、初代から続いてきた「ラダーフレーム+後輪駆動の専用アーキテクチャー」に代わり、SX4 S-クロスとの共通設計となった。そのため基本駆動方式は歴代初のFF（前輪駆動）仕様となり、ラダーフレームが無くなったことで4WD車は410kgの軽量化が行われたとともに、高張力鋼板を多用することで衝突安全性も確保した。なお、この大幅なコンセプト変更のため、前述のとおり4代目発売後も3代目モデルは車種名を「エスクード2.4」に変更の上、2017年4月まで継続販売された。
外観はコンセプトモデルである「iV-4」や歴代エスクードから引き継がれた貝殻形状のクラムシェルフードやフェンダーガーニッシュを採用し、ヘッドランプは歴代初のLEDヘッドランプ（ロービーム）を採用。アルミホイールは17インチとなり、切削加工とガンメタリック塗装を施した。ボディカラーは2トーン仕様の新規色「アトランティスターコイズパールメタリック ブラック2トーンルーフ（オプションカラー）」を含む4色を設定した。また、給油口は歴代初の左側配置となっている。
内装は「SUVとしての力強さと高品質設計」をデザインテーマに掲げ、スポーティーデザインのエアコンルーバーや金属調のインパネガーニッシュを採用し、メーターパネル中央には平均燃費や平均車速などを表示するマルチインフォメーションディスプレイを配置。ステアリングにはチルト機能とテレスコピック機能を備え、シートには本革&スウェード調を採用し、4WD車には2段階温度調節機能付運転席・助手席シートヒーターを装備した。
エンジンは3代目からダウンサイジングされ、1.6 LのM16A型に換装。ペンデュラム式エンジンマウントの採用や排気系・冷却系の改善により軽量化を実施し、ピストンリング各所のフリクション低減を図ることで高出力、トルク性能を保持したままで燃費性能を向上するとともに、歴代初採用となる停車時アイドリングストップシステムも装備したことで燃費を向上し、4WD車は平成27年度燃費基準を達成。また、全車で「平成17年基準排出ガス75 %低減レベル（☆☆☆☆）」認定も取得した。トランスミッションはATのみの設定となったが、6速に多段化して変速比幅を大きくすることで、低速域では優れた発進加速性能や登坂性能を実現し、高速域では静粛性や燃費性能を向上。併せて、マニュアルモード付のパドルシフトも装備した。サスペンションはピストンロッド径の最適化によりストラットの横剛性を高め、ステアリングギヤボックスをサスペンションフレームに直付することで操舵安定性を向上し、リアのサスペンションはトーションビーム式に変更したことでロールを抑え、コーナリングの安定感を向上した。4WD車は日本ではSX4 S-クロスに次いでの採用となる電子制御式フルタイム4WDシステム・4モード走行切替機能・車両運動協調制御システムで構成された四輪制御システム「ALL GRIP」を採用したが、エスクードの「ALL GRIP」には「LOCK」以外の走行モードに設定している場合でも、オフロード走行時に多いスリップした時に前後2輪（対角輪）にブレーキをかけて空転していない車輪により多くのトルクを伝達することで走破性を高める専用制御を追加したほか、「LOCK」設定時にはさらに強力なブレーキ制御をかけることで悪路での走破性を高めた。
安全性能も強化し、フロントグリルに内蔵されたミリ波レーダーで前方の車両を検知し、走行中、前のクルマと急接近し衝突の可能性がある場合にブザー音とメーター内の「BRAKE」表示によって警報を発し、ドライバーにブレーキ操作などを促す「前方衝突警報機能」、移動している車両に対して「前方衝突警報機能」と共に自動的に軽いブレーキを作動させることでドライバーにブレーキ操作を促す「前方衝突警報ブレーキ機能」、前のクルマとの衝突の可能性が高い時にドライバーが強くブレーキを踏むとブレーキアシストを作動することで制動力を高め、衝突回避あるいは衝突時の被害軽減を図る「前方衝突被害軽減ブレーキアシスト機能」、前のクルマとの衝突が避けられないと判断した時に自動的にブレーキをかけて衝突回避あるいは衝突時の被害軽減を図る「自動ブレーキ機能」で構成された衝突被害軽減システム「レーダーブレーキアシストII」を標準装備したほか、ACC（アダプティブクルーズコントロール）も標準装備した。

### 年表
- 2015年（平成27年）10月15日 - 日本市場向けに公式発表・発売[22]。本代からマジャールスズキ製「ビターラ」を自社ブランドの輸入車として販売する形態となった。グレード体系は2009年6月からのモノグレード体系を引き継ぐが、4WD車に加え、2代目以来となる2WD車が設定された。
- 2016年（平成28年）11月 - 日本仕様車を仕様変更。ボディカラーのブラック2トーンルーフ仕様に「ブライトレッド5」と「サバンナアイボリーメタリック」の2色を加え、ブラック2トーンルーフ3色、モノトーン3色の計6色に拡大。同時に2WD車が廃止となり、4WD車のみの設定となった。
- 2017年（平成29年）7月26日 - 直噴ターボエンジン車「1.4ターボ」を追加発売[23]。

最高出力100 kW（136 PS）・最大トルク210N・m（21.4kg・m）と2.0 L自然吸気エンジンに相当する動力性能を実現させた1.4 L直噴ターボエンジン「ブースタージェットエンジン」であるK14C型を搭載。トランスミッションは1.6 L車と同じく6ATを採用し、変速比幅を大きくすることで、低速域では発進加速性能を、高速域では静粛性や燃費性能を向上した。1.6 L車同様に「ALL GRIP」、「レーダーブレーキサポートII」、ACCを標準装備するほか、専用装備としてSRSカーテンエアバッグとフロントシートSRSサイドエアバッグを装備した。
： 内外装も1.6 L車と差別化され、外観はメッキフロントグリルをコンセプトカーの「iV-4」に採用されていた5分割形状の「5スロットタイプ」に、17インチアルミホイールはブラック塗装に、LEDヘッドランプのプロジェクターカバーをレッドに、LEDサイドターンランプ付ドアミラーを高輝度シルバーにそれぞれ変更し、ルーフレールを追加。内装は本革巻きステアリングホイール・シフトブーツ・シートのステッチをレッドに、メーターリング・ルーバーリング（サイド・センター）・センタークロックガーニッシュの加飾をアルマイトレッドにそれぞれ変え、シート表皮にエンボス加工を施し、ステンレス製ペダルプレートを追加。さらに、スピーカーはフロントツィーターとリアを追加した6スピーカーに、コンソールボックスはアームレスト機能付にそれぞれグレードアップした。なお、「1.4ターボ」の発売に伴い、既存の1.6 L車は「1.6」のグレード名が付くようになる。
- 2018年（平成30年）
  - 10月 - 1.6 Lエンジン搭載車「1.6」を廃止。これによりラインアップは「1.4ターボ」のみとなった。
  - 12月3日 - 一部仕様変更（2型、12月21日発売）[24]。

衝突被害軽減ブレーキを4代目スイフトなどに採用されている単眼カメラ+赤外線レーザーレーダー方式の「デュアルセンサーブレーキサポート」に変え、ACCは追従走行の作動速度域を0 km/h以上に拡大して全車速追従機能付となり[注釈 8]、ブラインドスポットモニター（車線変更サポート付）とリアクロストラフィックアラートを標準装備。
外観はフロントグリルを新意匠のスモークメッキに、17インチアルミホイールは切削加工&ガンメタリック塗装に、LEDヘッドランプのプロジェクターカバーをブルーに、カラードドアミラーがルーフ色と同色にそれぞれ変更された。同時にフロントバンパーにメッキガーニッシュを、リアバンパーにガンメタリックアンダーガーニッシュがそれぞれ追加され、リアコンビネーションランプのストップランプがLED化された。ボディカラーはオプション設定のブラック2トーンルーフにおいて「アトランティスターコイズパールメタリック」に替わり、新色の「アイスグレーイッシュブルーメタリック」が設定された。
内装はメーター・インパネガーニッシュ・センタークロック・本革巻きステアリングの意匠が変更されるとともに、シート表皮を本革&スエード調に、ルーバーリング（サイド・センター）とセンタークロックガーニッシュをサテンメッキに、シフトブーツのステッチ色をブラックにそれぞれ変更された。装備面では、フロントガラスに遮音機能が追加された。また、今回の一部仕様変更により、燃料消費率並びに排出ガスがWLTCモードに対応し、「平成30年排出ガス基準25%低減レベル」認定を取得した。
- 2020年（令和2年）11月24日 - 特別仕様車「Sリミテッド」発売[25]。

外観は17インチアルミホイールは切削加工とカッパーブラウン塗装を施した専用仕様とし、LEDヘッドランプのプロジェクターカバーもカッパーブラウン化。内装はインパネガーニッシュ、ルーバーリング（センター・サイド）、ガーニッシュ（センタークロック・シフトゲート）、ドアアームレストオーナメント（フロント・リア）に専用色のカッパーブラウンが採用され、本革&スエード調シート表皮にブラウンステッチ、成形ドアトリム（フロントドア）のスエード調クロスに専用キルティング加工がそれぞれ施され、ステンレス製のペダルプレートを装備。
ボディカラーは2トーンルーフ仕様車のみとし、ブラック2トーンルーフは既存色の「サバンナアイボリーメタリック」と特別設定色の「ギャラクティックグレーメタリック」、スズキの日本国内モデルで初採用となるギャラクティックグレーメタリックのルーフ色を採用した特別設定のグレー2トーンルーフは「コスミックブラックパールメタリック」と新設定の「スフィアブルーパール」の全4種を設定する。
- 2021年（令和3年）9月30日 - 同年春の輸入が最後となり、在庫完売に伴い日本向けの販売を一旦終了（欧州向けの「ビターラ」の生産・販売は継続）。
- 2022年（令和4年）
  - 3月11日 - 欧州市場向けにストロングハイブリッド仕様となるビターラハイブリッドを発表[26]。
  - 4月21日 - マイナーチェンジを実施した上で、約7か月ぶりに日本での販売を再開（3型）[27]。

パワートレインが日本向けのスズキ車で初の組み合わせに刷新され、エンジンを1.5LのデュアルジェットエンジンであるK15C型へ、トランスミッションを6速AGSにそれぞれ換装され、駆動用モーターと高容量リチウムイオンバッテリーを搭載した欧州向けのビターラハイブリッドと同じシステムのストロングハイブリッド仕様となった[注釈 9]。駆動用モーターはスイフト「HYBRID SZ」に比べて出力・トルク共に向上された高出力仕様で搭載されており、走行中にアクセルペダルを戻したときに動いている車軸の力でモーターを回転させて発電する回生ブレーキとブレーキペダルの踏み込みに応じて発電量を増やす回生協調ブレーキをスズキ車として初めて採用し、後退時でのEV走行が可能となった。これらにより、排出ガス性能と燃料消費率が共に向上し、「平成30年排出ガス基準50%低減レベル（☆☆☆☆）」認定を取得し、2030年度燃費基準75%達成車となった[28]。また、既存の「ALLGRIP」とも連携し、設定しているモードを問わずモーターアシストを発揮するほか、「AUTO」モード設定時には場合によりEV走行も行われる。EV走行の頻度を上げる「エコモード」と走りを重視した「標準モード」の切替が可能なエコモードスイッチも搭載された。
安全面も強化され、車両進入禁止・はみ出し通行禁止・最高速度に対応した標識検知機能が搭載され、フロントフォグランプがLED化された。外観はヘッドランプは意匠を変更するとともに、ハイビームもLED化したことでフルLED仕様となり、アルミホイールの意匠も変更。内装ではマルチインフォメーションディスプレイにエネルギーフローインジケーターなどハイブリッド関連の機能が追加され、シフトノブの加飾をサテンメッキオーナメントに変更された。ボディカラーはモノトーンは2型と同じカラーバリエーション[注釈 10]を引き継ぎ、2トーン（メーカーオプション）も同じくブラックルーフ仕様の2種[注釈 11]を引き継ぎ、2型に設定されていたブライトレッド5 ブラック2トーンルーフに替わり、特別仕様車「Sリミテッド」専用色だったスフィアブルーパール グレー2トーンルーフをカタログカラーに昇格する形で追加された。
- 2023年（令和5年）12月末 - 輸入終了。以後、流通在庫のみの販売となる。
- 2024年（令和6年）4月26日 - 販売および新車の登録を完了。なお、インドのマルチ・スズキ・インディアが製造するフロンクス（同年10月16日に日本で発表・発売[29]）が日本市場における後継車種と報じられている[30]。

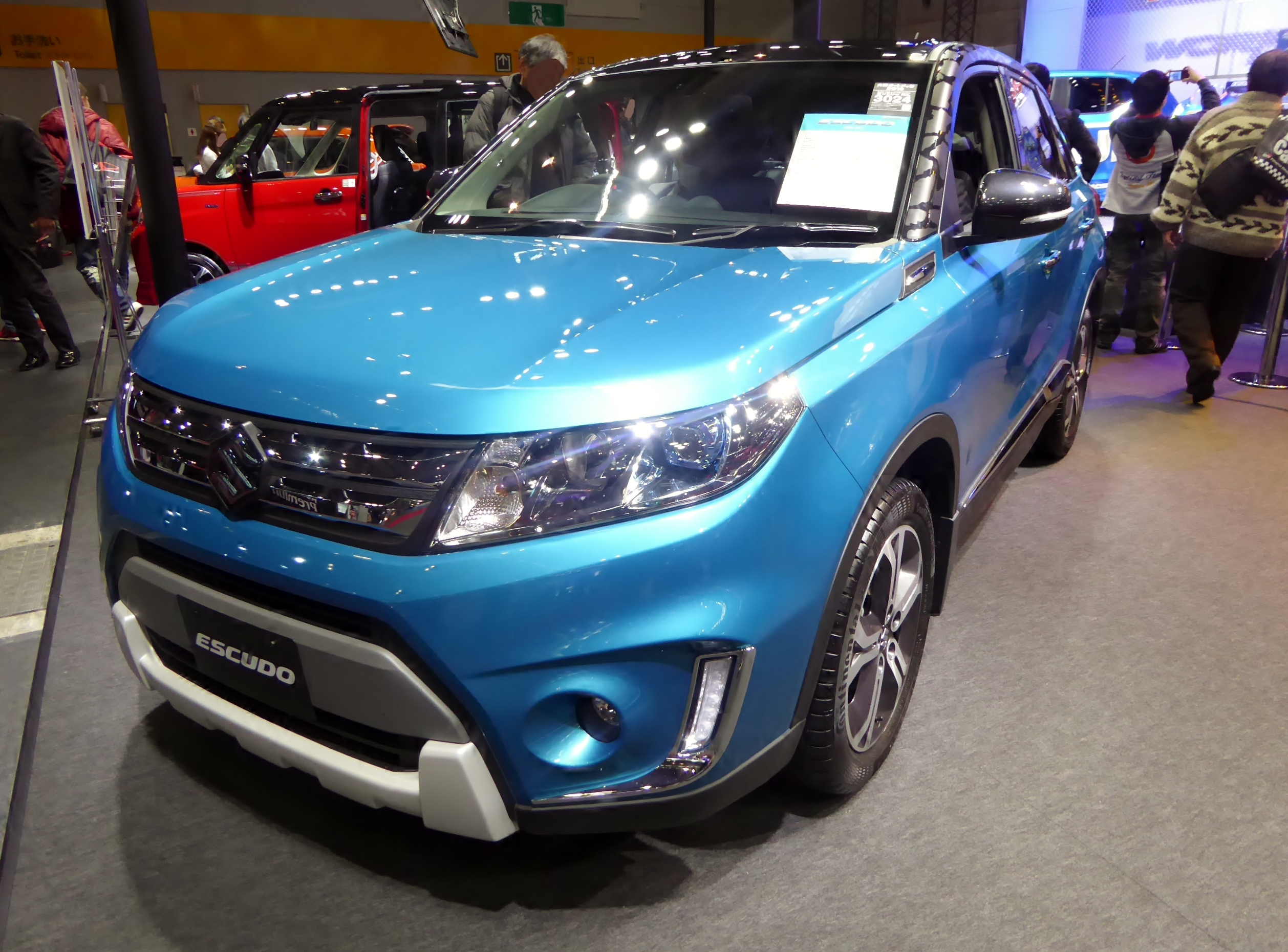
1.6（2016年大阪オートメッセ展示車両）
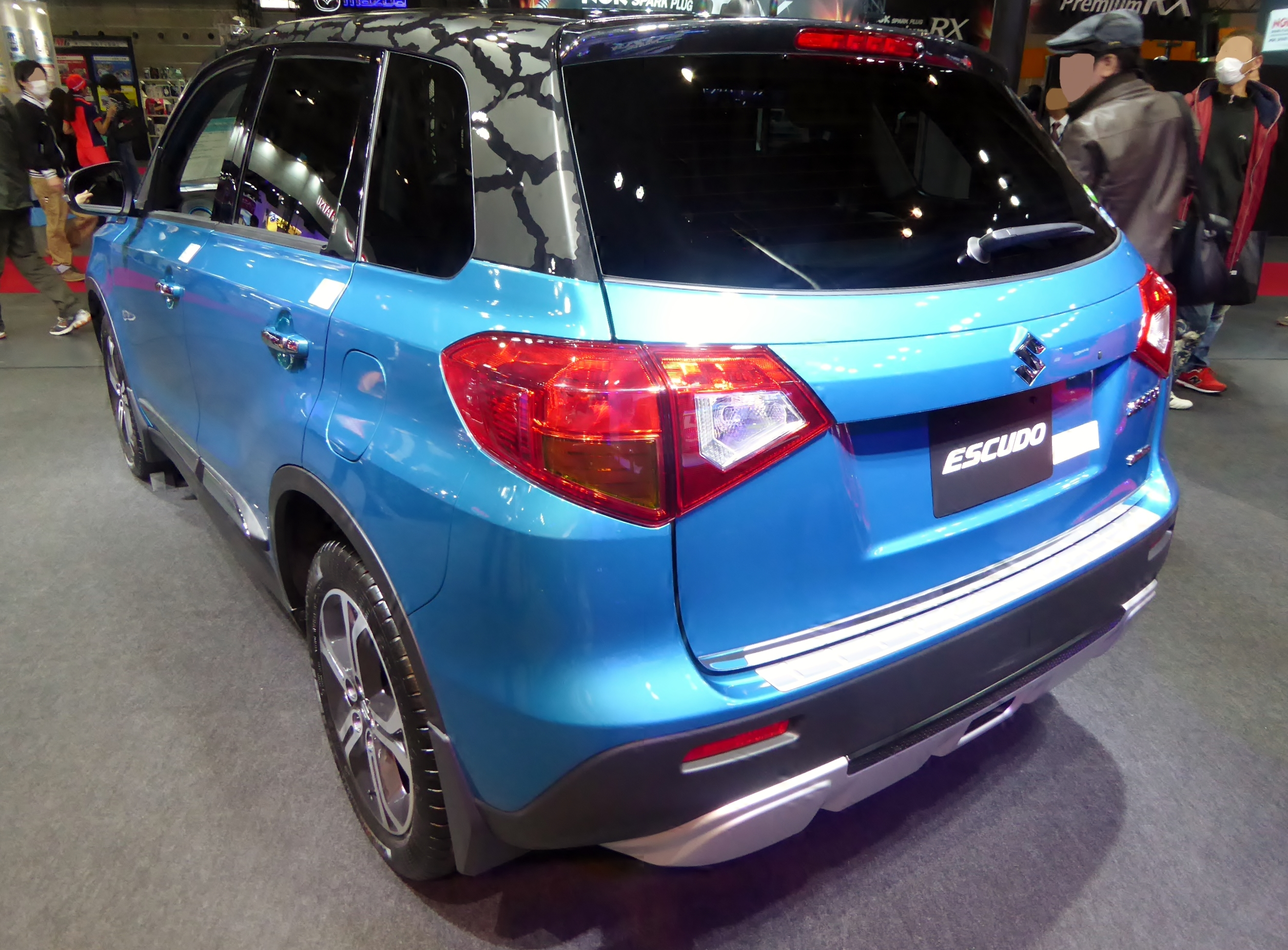
1.6（2016年大阪オートメッセ展示車両、リア）
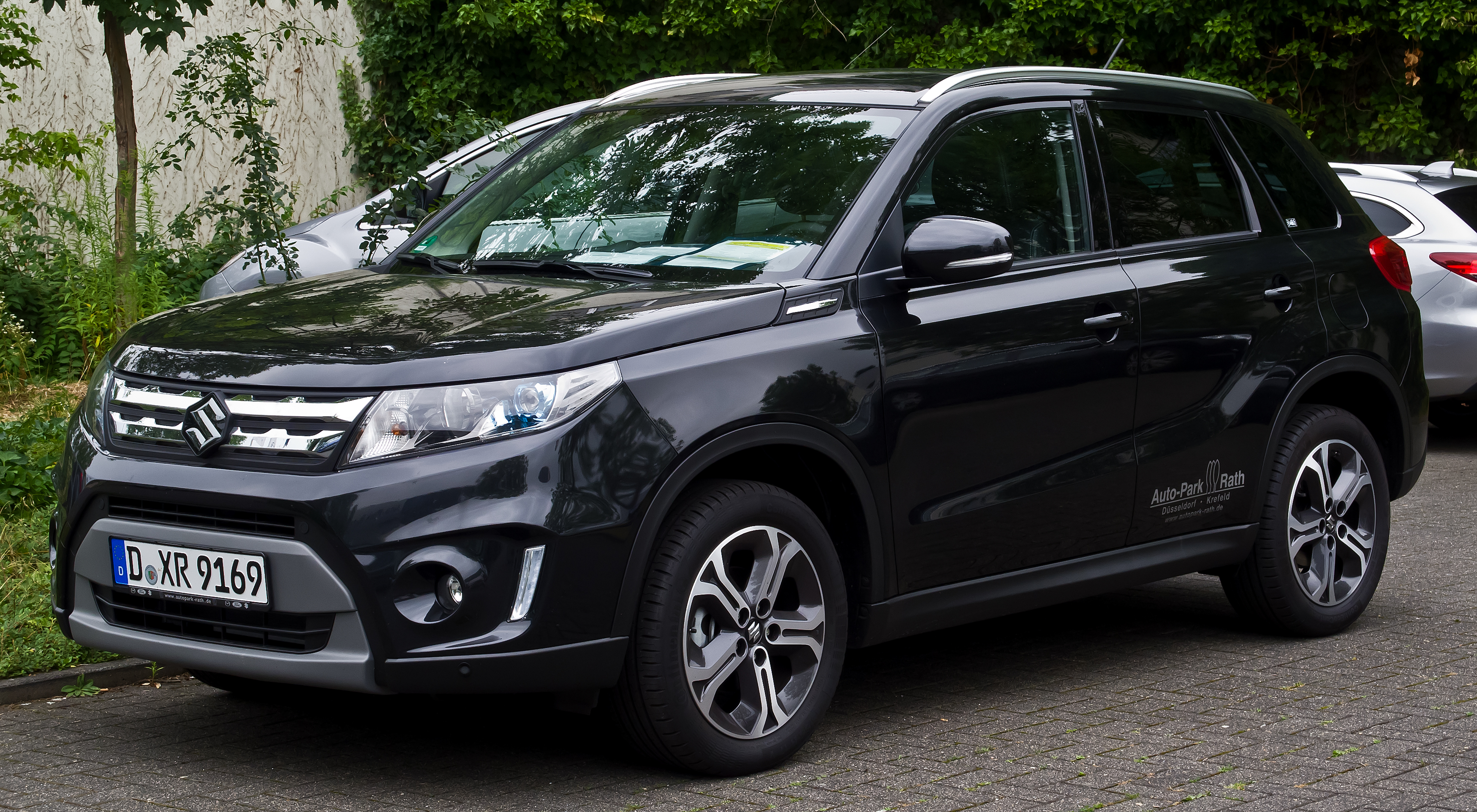
ビターラ
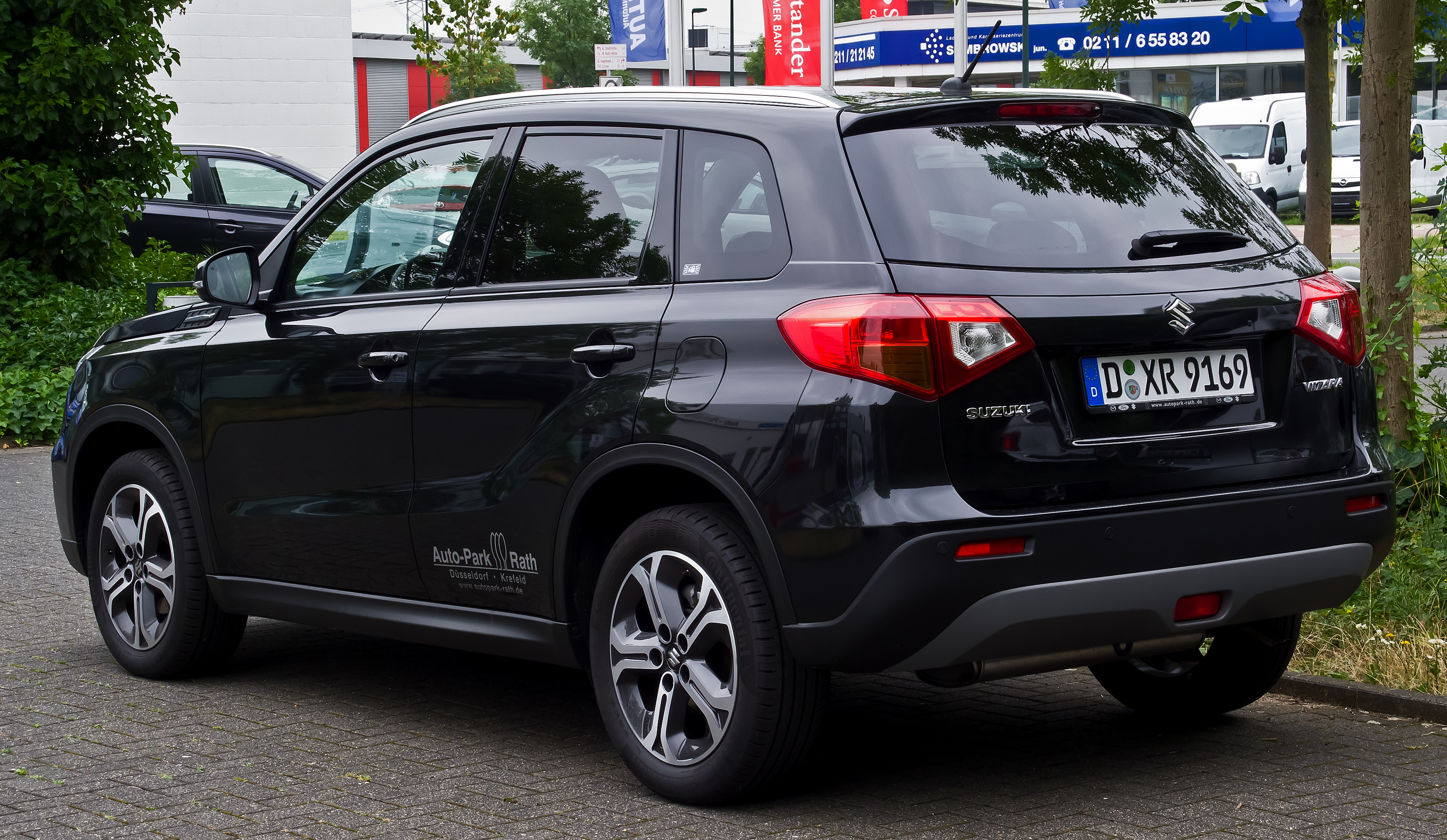
ビターラ リア

## 車名の由来
車名は昔のスペインと、その植民地、（スペイン語圏の中南米諸国）で使用されていた通貨単位のエスクードに由来し、古のスペイン金貨と、大航海時代の男のロマン、冒険心などを重ねてイメージして命名された。

## モータースポーツ

### ラリーレイド
オーストラリアン・サファリ、ダカール・ラリー、アジアクロスカントリーラリーなどのラリーレイドにプライベーターが参戦している。
スズキ・ジムニー専門店「アピオ」を経営する尾上茂は、いすゞ製3200 ccエンジンや三菱製3500 ccエンジンに換装したエスクードで三度のダカール・ラリー完走を果たしている。
中国で行われるタクラマカン・ラリー（环塔拉力赛）では、铃木笑好永驰越野拉力车队がグランド・ビターラで輸入量産車無改造クラスに参戦し、2009から2018年まで連続で完走。2017と2018年にはクラス優勝を果たしている。

### ヒルクライム
モンスタースポーツ（旧スズキスポーツ）を率いる田嶋伸博によってエスクードの名を冠したレース専用車両が製造され、1994年から2006年にかけてパイクスピーク・インターナショナル・ヒルクライムなどのヒルクライムレースに参戦していた。
エスクードのパイクスピーク仕様車のすべてに共通することは、市販車のデザインの面影を多少残しているものの、エンジンからフレームに至るまで市販車とは完全に異なる専用設計のレーシングカーということである。エントリークラスは、安全さえ保障されれば改造範囲が無制限の「アンリミテッド・ディビジョン」に則っている。また、パイクスピークの地理的特性として、標高4,000 m以上の高地で競技が行われるため酸素濃度が低く、標高が上がるにつれてパワーダウンの傾向が強くなるため、このクラスのエンジン出力は非常に高く設定されている。エスクードも例外ではなく、参戦当初から800馬力のハイパワーを誇っていた。
1995年にはこのエスクードを駆る田嶋が、天候不良のためゴール地点の標高が引き下げられ、コースが短縮されたことが好影響したことなどもあり、総合優勝を遂げている。
2006年には5年ぶりにパイクスピークに参戦した田嶋が、1995年と同様に天候不順のためコースが短縮された中で再び総合優勝を飾った。エスクードでのパイクスピーク参戦は同年が最後となり、翌2007年からはスズキ・XL7での参戦となった。